# Svenska Cypernexpeditionen
Den svenska Cypernexpeditionen skapades för att systematiskt undersöka Cyperns historia. Expeditionen utfördes mellan september 1927–mars 1931 och leddes av de tre arkeologerna Einar Gjerstad, Erik Sjöqvist och Alfred Westholm tillsammans med arkitekten John Lindros som fotograferade under tiden på Cypern. Utgrävningen utgör grunden för den moderna arkeologin på Cypern. Resultaten av utgrävningarna demonstrerade hur den särpräglade kulturen från Cyperns tidiga historia skapades i nära kontakt med olika kulturer från Mellanöstern och de västra Medelhavsområdena.

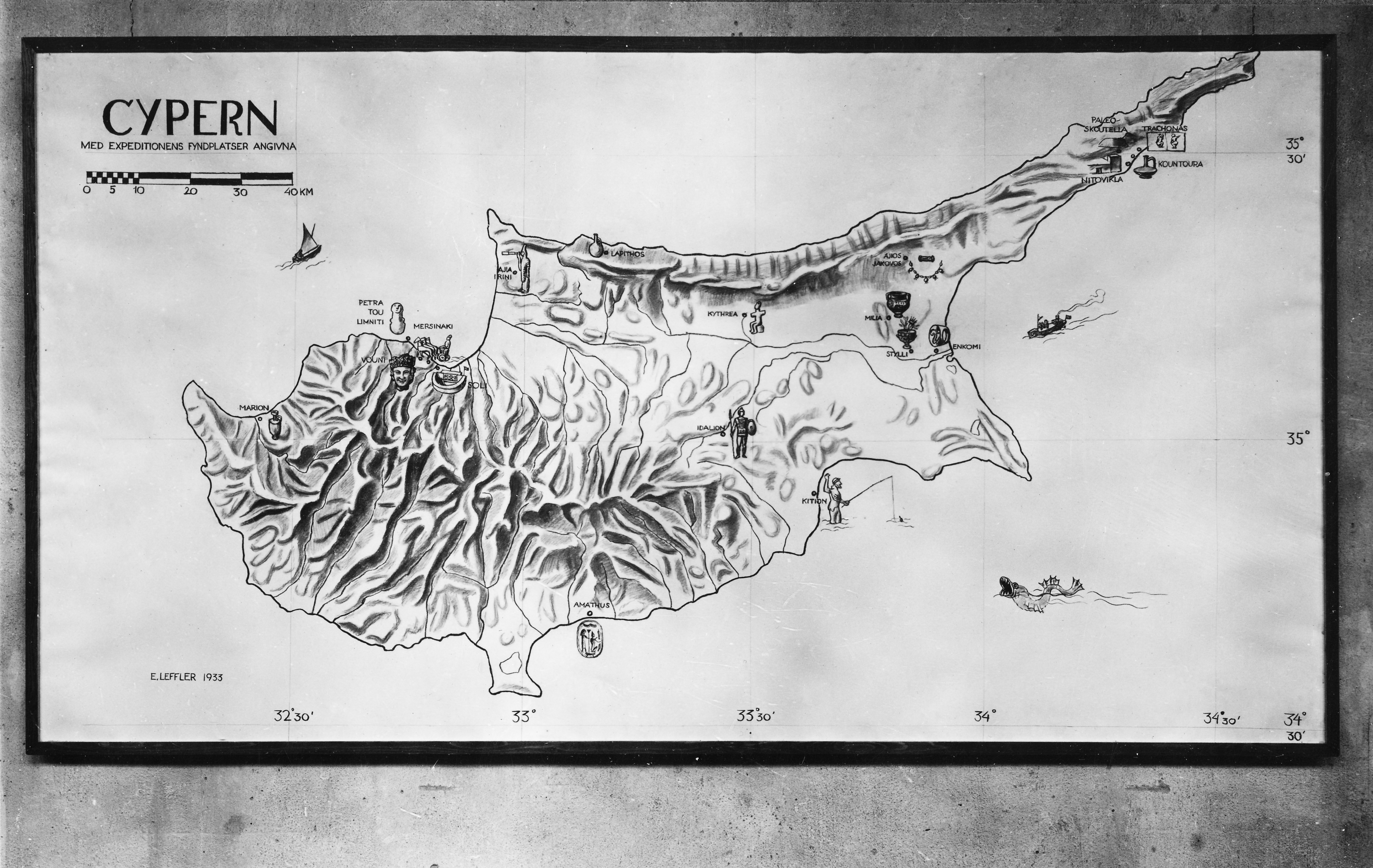
Karta över utgrävningsplatserna på Cypern. Från en utställning på Liljevalchs Konsthall 1933.

Genom grundliga och noggranna arkeologiska utgrävningar runt hela ön kartlade svenska Cypernexpeditionen Cyperns historia från stenåldern till slutet av romartiden. Under fyra år genomfördes arkeologiska utgrävningar på cirka 25 platser över hela ön, exempelvis vid Lapithos, Nitovikla, Ajia Irini, Marion, Idalion, Amathus och Enkomi. Resultaten publicerades i fyra volymer. Det mesta av det arkeologiska materialet finns nu på det Cypriotiska museet i Nicosia och Medelhavsmuseet i Stockholm.
Målet med utgrävningarna var att erhålla kunskap om hur människor levde, religiösa sedvänjor samt begravningspraktiker från stenåldern till romartiden. Därför grävdes bosättningar, tempel, gravar, fort, ett palatskomplex och en romersk teater ut. Dessutom undersökte de neolitiska bostäder som tidigare varit okända. Eftersom de svenska arkeologerna var mycket inspirerade av Oscar Montelius arbetade de systematiskt både under utgrävningarna och i och med publiceringarna. Einar Gjerstad tillämpade Montelius klassificering när han delade in cypriotisk keramik från brons- och järnåldern i faserna "tidig", "mitten" och "sen". Dessa uppdelningar är fortfarande allmänt accepterade. Montelius omfattande användning av slutna kontexter för att etablera typologiska sekvenser ligger även bakom den svenska Cypernexpeditionens metoder och resultat. För att kunna skapa en kronologi och typologi av det arkeologiska materialet grävde den svenska Cypernexpeditionen ut närmare 375 gravar från olika perioder. Gravarna innehöll bland annat cirka 10 000 keramikvaser. På religiösa platser såsom tempelområdena grävde de fram tusentals skulpturer av sten och terrakotta.

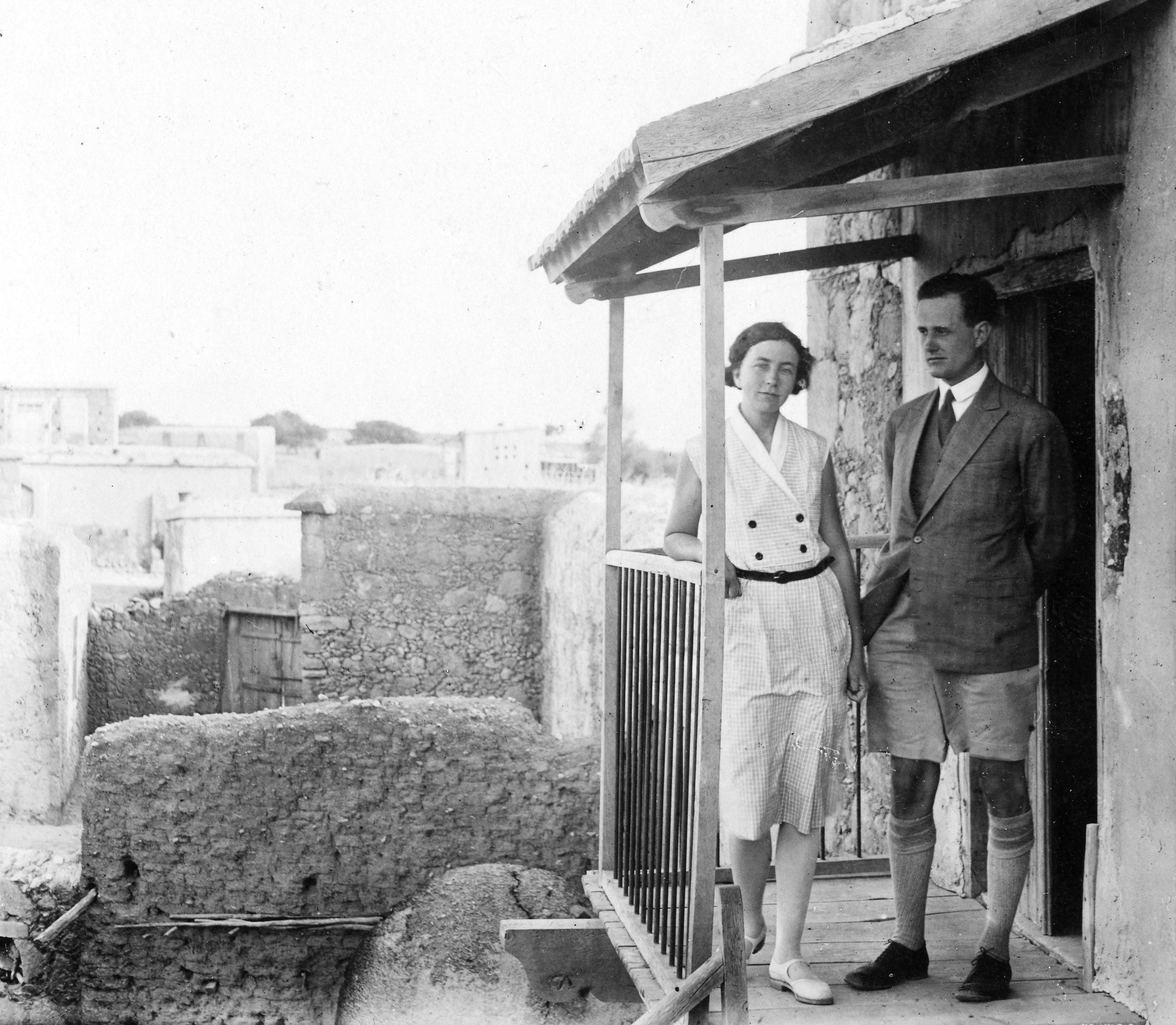
Vivi och Einar Gjerstad i Ajia Irini.

Arkeologernas familjer följde med till Cypern och därmed är Rosa Lindros, Vivi Gjerstad och hennes barn samt deras barnskötare Gudrun Atterman synliga på många av fotografierna från expeditionen. Expeditionens chaufför, Toulis Souidos, var en cypriotisk man som hjälpte till med olika saker under expeditionen, som till exempel bevarandearbete. Senare följde han expeditionen tillbaka till Sverige där han fortsatte att arbeta med Cypernsamlingen. Till sist, skulle dessa storskaliga utgrävningar aldrig ha skett under en sådan kort tid på fyra år utan alla de andra männen och kvinnorna som arbetade på utgrävningarna.

## Bakgrund

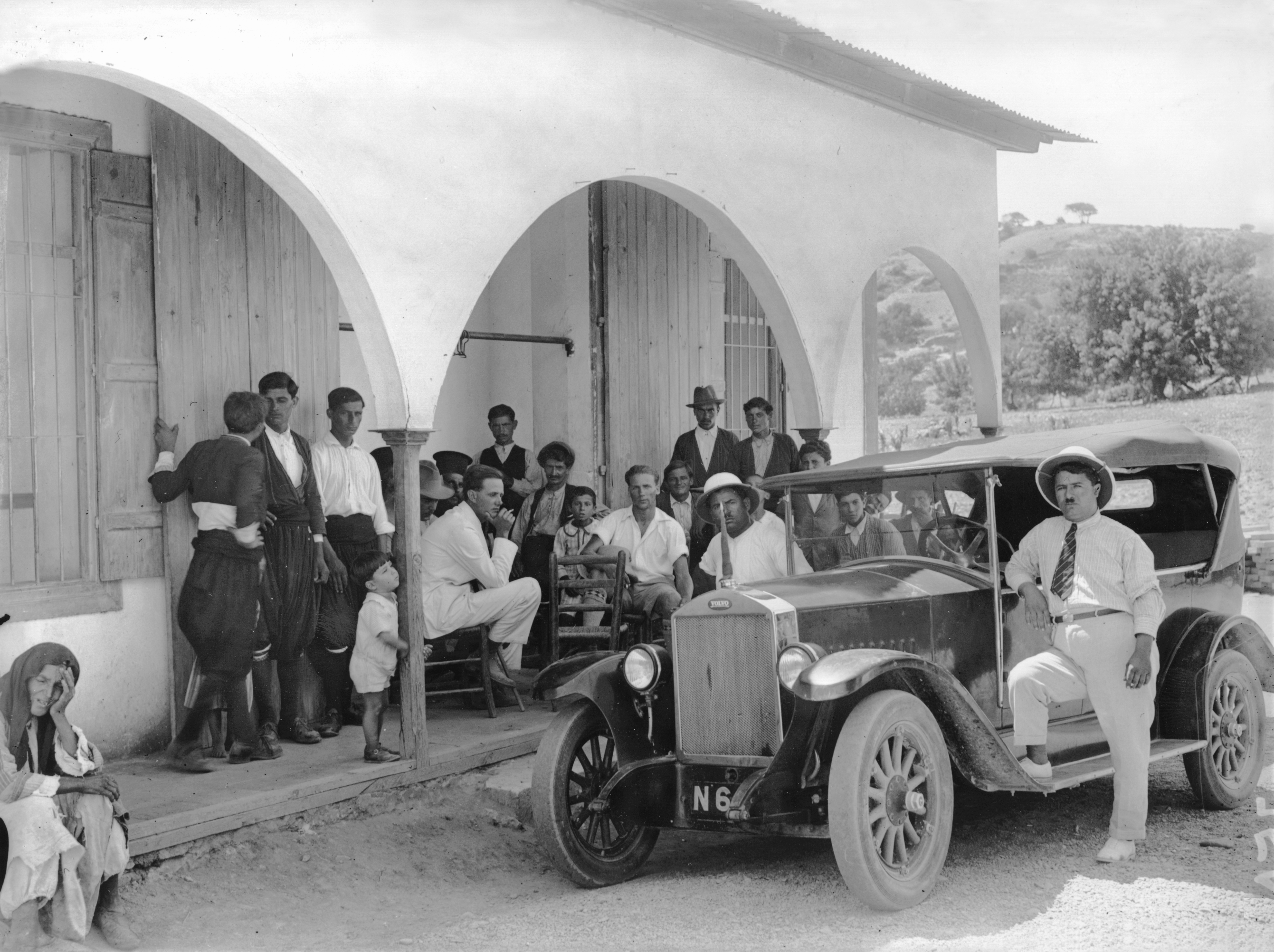
Toulis Souidos vid volvon utanför kaféet Pyrgos.

Einar Gjerstad hade tidigare besökt Cypern under åren 1923 och 1924 för att göra förberedande arkeologiska undersökningar. Dessa förberedelser resulterade i hans avhandling, Studies on Prehistoric Cyprus, 1926. Nästa år, 1927, föreslog Gjerstad ett mer detaljerat projekt med Cypern som undersökning område. På Gjerstads initiativ inrättades Cypernkommittén samma år med avsikten att organisera en arkeologisk expedition och stödja utgrävningen ekonomiskt. Kommittén bestod av den svenske kronprinsen Gustaf VI Adolf som ordförande, Sigurd Curman som sekreterare, Johannes Hellner som kassör och Martin P. Nilsson samt Axel W. Persson. Einar Gjerstad utsågs till projektledare och John Lindros, Erik Sjöqvist och Alfred Westholm utsågs till assistenter. Gjerstad ansvarade för uppläggningen av expeditionen och Sjöqvist och Westholm ansvarade för det arkeologiska fältarbetet. Lindros ansvarade för ritningarna och fotografierna. Med Gustaf VI Adolf som ordförande ökade möjligheterna att samla in ekonomiska resurser från privata mecenater på grund av hans kungliga status. Finansieringen skedde till stor del genom privata givare och Gjerstad lyckades få bidrag från bland annat finansmannen Ivar Kreuger. Einar Gjerstad lånade en av de första tillverkade Volvobilarna, Volvo ÖV 4. Bilen var förmodligen nummer tre i serien Jacob och levererades till Cypern år 1927. Det rapporterades att bilen fungerade bra och kunde köra på de gropiga åsnespåren i 60 km/h.

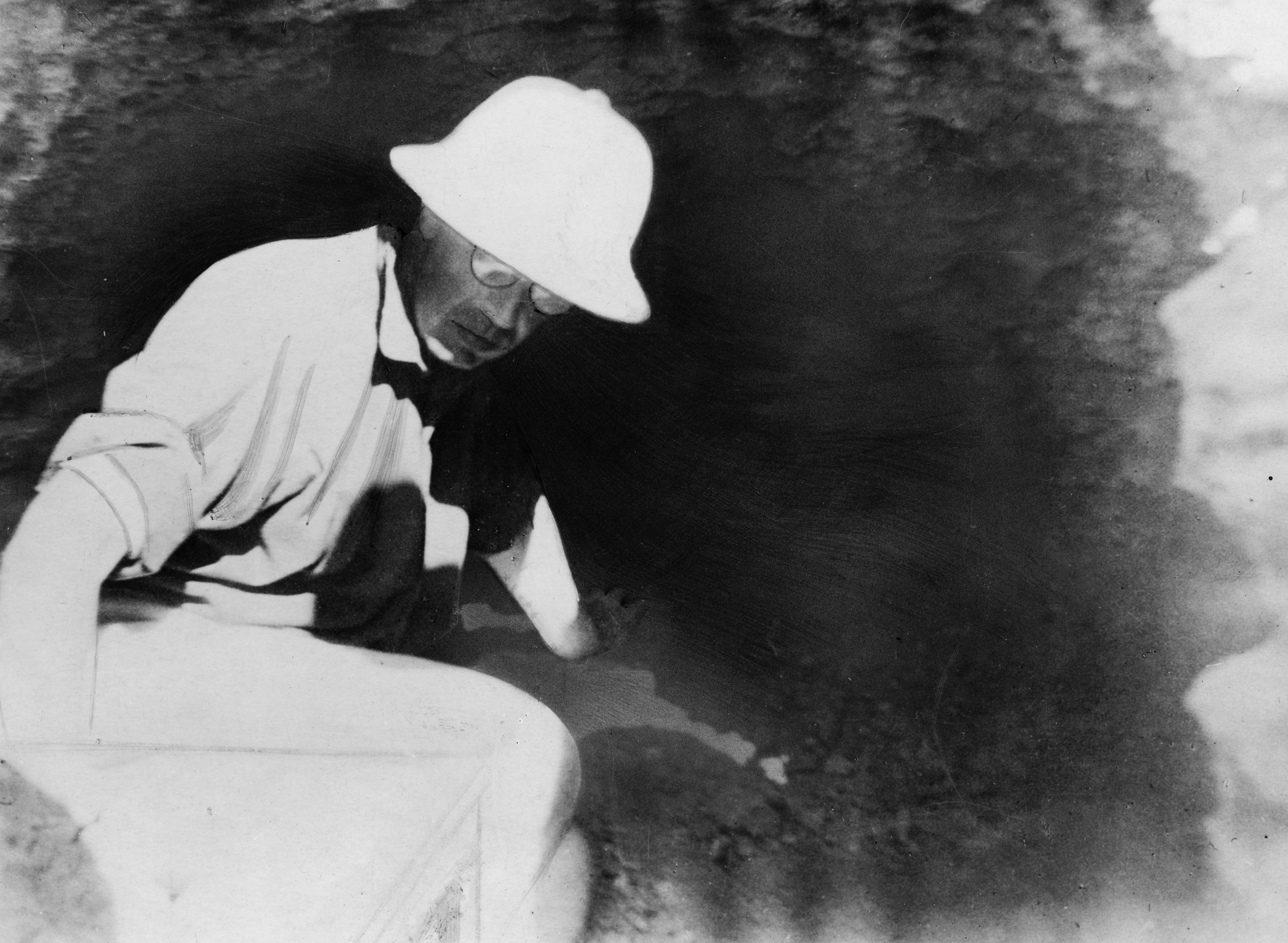
Gustaf VI Adolf, Sveriges kronprins, på utgrävningen i Stylli.

Sedan 1878 var Cypern under brittiskt styre och 1925 blev Cypern en så kallad kronkoloni. Utrikesministern Sir Ronald Storrs utsågs till guvernör 1926. Året därpå kom svenskarna till ön. Utgrävningar var en del av Storrs turismstrategi för att fylla det arkeologiska museet i Nicosia, som ritades av en brittisk arkitekt. I detta sammanhang spelade Gustaf VI Adolfs prestige och inflytande som kronprins en viktig roll. Det hade förmodligen varit svårt att få tillstånd för de storskaliga utgrävningarna på Cypern utan honom.

## Fördelningen av fynden

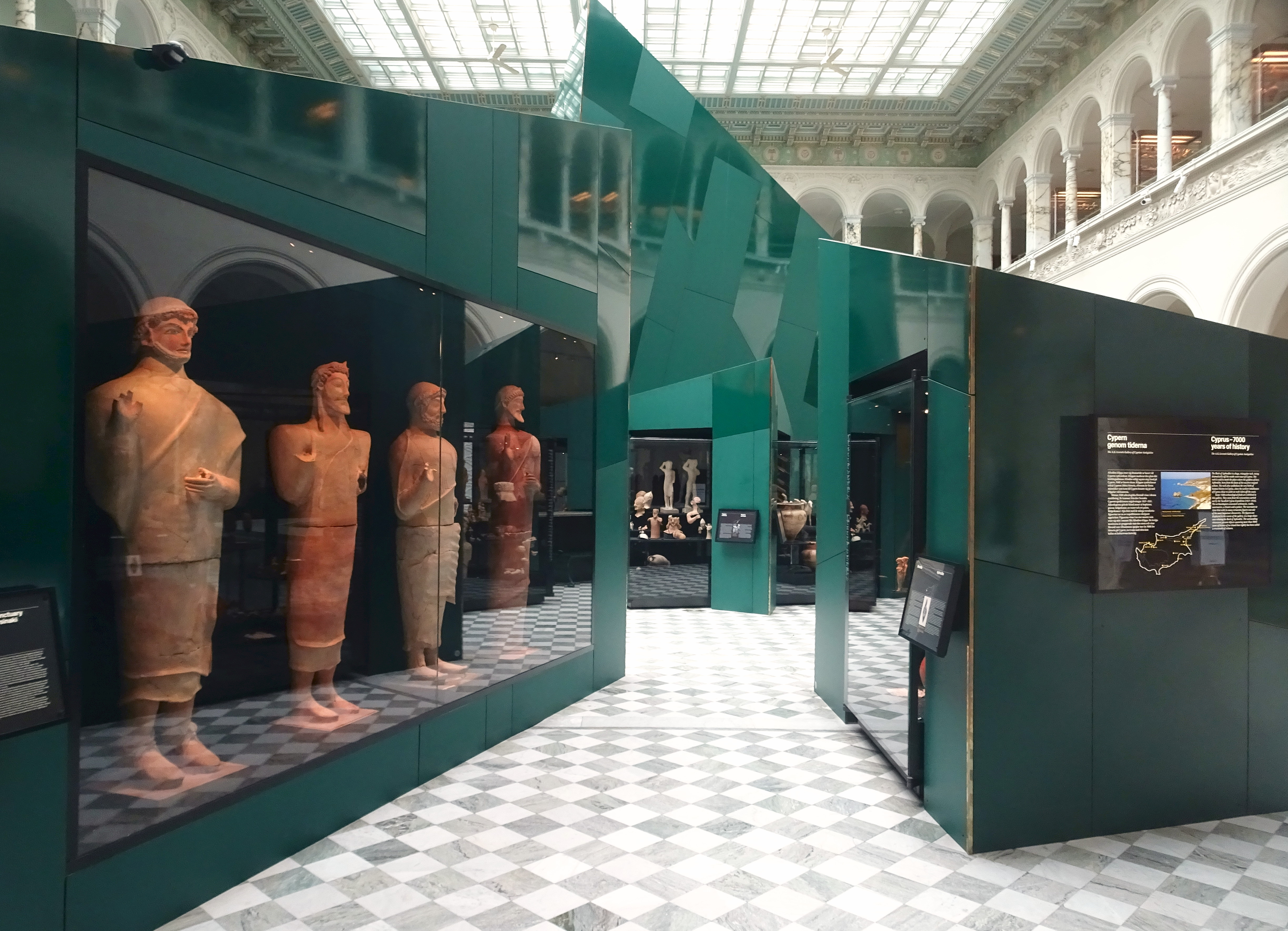
Medelhavsmuseet. Utställningen Cypern genom tiderna.

I mars 1931 återvände arkeologerna och deras familjer till Sverige med föremålen från Cypern. Enligt den dåvarande lagstiftningen delades de arkeologiska materialet mellan Cypern och Sverige. När de slutliga förhandlingarna om materialet ägde rum i oktober 1930 besökte Gustaf VI Adolf Cypern personligen för att leda förhandlingarna. Sverige införskaffade omkring 12 000 av de 18 000 föremål som grävts fram på Cypern och fick således mer än hälften, vilket annars var tradition, troligen tack vare Gustaf VI Adolf. Det arkeologiska materialet packades ner i 771 trälådor och fördes till Sverige i mars 1931. Föremålen från Cypernexpeditionen utgjorde en stor del av basen till Medelhavsmuseets samlingar när museet öppnade 1954 och visas fortfarande i museets permanenta utställning. Dessutom är Medelhavsmuseets magasin än idag fyllda med keramik, skulpturer och metallföremål av brons, silver, guld, koppar och romerskt glas från Cypernexpeditionen.

## Publikationerna

Margit Hallberg arbetandes i halmskor.

Efter expeditionen återvänt till Sverige 1931 kunde de bearbeta och arbeta med materialet. I Stockholm hade de hjälp av många assistenter såsom exempelvis Margit Hallberg som arbetade med det arkeologiska materialet i de kalla rummen på Historiska museet, i kvarteret Krubban.
Expeditionens arkeologiska material publicerades några år efter återkomsten till Sverige. De tre första volymerna publicerades 1934–1937 och sedan den fjärde volymen 1948. Publikationerna är tillägnade damerna från expeditionen som ett tacksamt erkännande för deras mycket värdefulla bistånd och samarbete. Vivi Gjerstad bidrog till exempel till expeditionen på olika sätt både under utgrävningarna på Cypern och under förberedelserna av publikationen genom korrekturläsning. Margareta Sjöqvist övervakade registreringsarbetet och hjälpte till vid maskinskrivningen. Senare publicerades ytterligare fem specialiserade studier som var och en behandlade en period. De skapades av cypriotiska, brittiska och svenska arkeologer. Få andra arkeologiska expeditioner har publicerat sina fynd så snabbt och grundligt. Än idag är dessa publikationer grundläggande för den arkeologiska forskningen rörande Cypern. Utöver det arkeologiska materialet lämnade expeditionens deltagare efter sig massor av brev, tusentals fotografier och flera videor. Arkivmaterialet ger en unik inblick i det dagliga livet på ön och visar Cypern i korsningen mellan en gammal och ny värld. Samtidigt vittnar det om de unga männens entusiasm och uppriktiga kärlek till Cypern, dess historia och folk. Det mesta av det arkeologiska materialet förvaras nu på Cyperns museum i Nicosia och Medelhavsmuseet i Stockholm.

## Utgrävningarna på Cypern

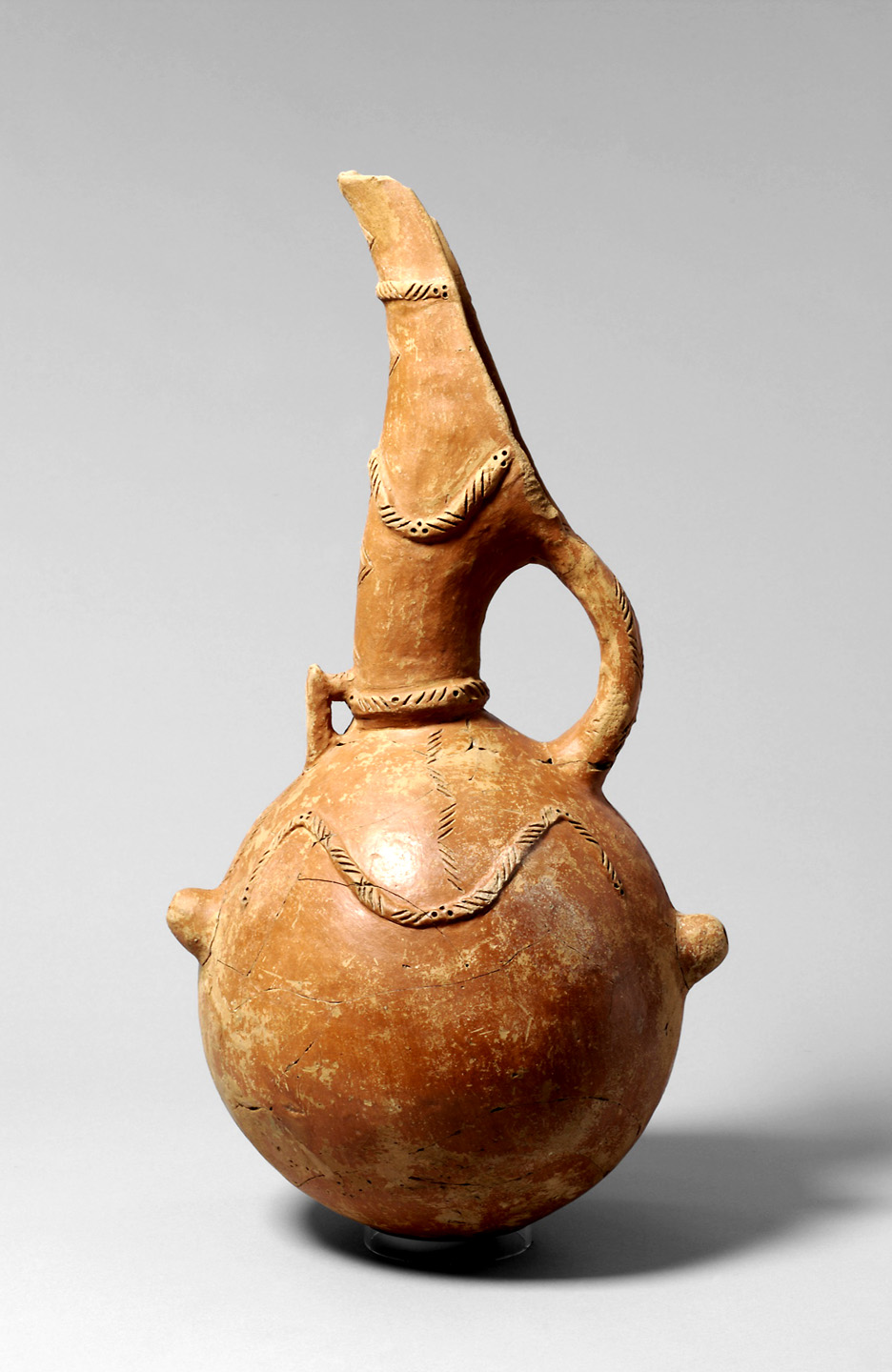
Rödpolerad III kanna vara med reliefdekor som liknar ormar. Från grav 319, ca.1900 f.Kr. Lapithos.

### Lapithos, hösten 1927–våren 1928
Den moderna byn Lapithos ligger i norra Cypern och i närheten av denna by finns en stor begravningsplats från bronsåldern (ca 2000–1800 f.Kr.) med hundratals gravar. John Myres ledde en utgrävning här 1913 och Menelaos Markides 1917. Dessutom hade plundrare plundrat många gravar innan de svenska arkeologerna började sin utgrävning. Den svenska utgrävningen i Lapithos 1927–1928 resulterade i en mängd keramik såsom snabelkannor med långsträckta halsar (beak-spouted) och glänsande röd färg, som liknar samtida keramik från Anatolien, och vapen av koppar och brons.
Den äldsta bosättningen, med anor från den neolitiska eller kalkolitiska perioden, befinner sig till väster om byn Lapithos och kallas Alonia ton Plakon. Denna plats har starkt påverkats av människor och naturliga orsaker vilket har bidragit till att området för bosättningen är svår att identifiera. Bevarandet av den östra bosättningen försämrades på grund av vinteröversvämningar och romersk, bysantinsk och modern odling. Därför hittades endast ett fåtal rester av hus, exempelvis några grundmurar av sten, härdar och tre huggna bothroi. Platsen hade troligen fyra faser av bebyggelse. Under den geometriska perioden användes platsen som begravningsplats. Under denna period användes stenar från de neolitiska husgrunderna som dörrar till gravarna. Den västra boplatsen innehöll kvarlevor från fyra hyddor. I dessa hyddor hittades tre härdar totalt. Fynden var huvudsakligen av tre klasser: föremål av flinta, sten och keramik. Den brunfärgade flintan var mycket vanlig. Stenföremålen är mestadels yxhuvuden, hammare och mejslar. Bosättningarna dateras till slutet av 3000 f.Kr., även om den östra bosättningen bör dateras lite tidigare än den västra.

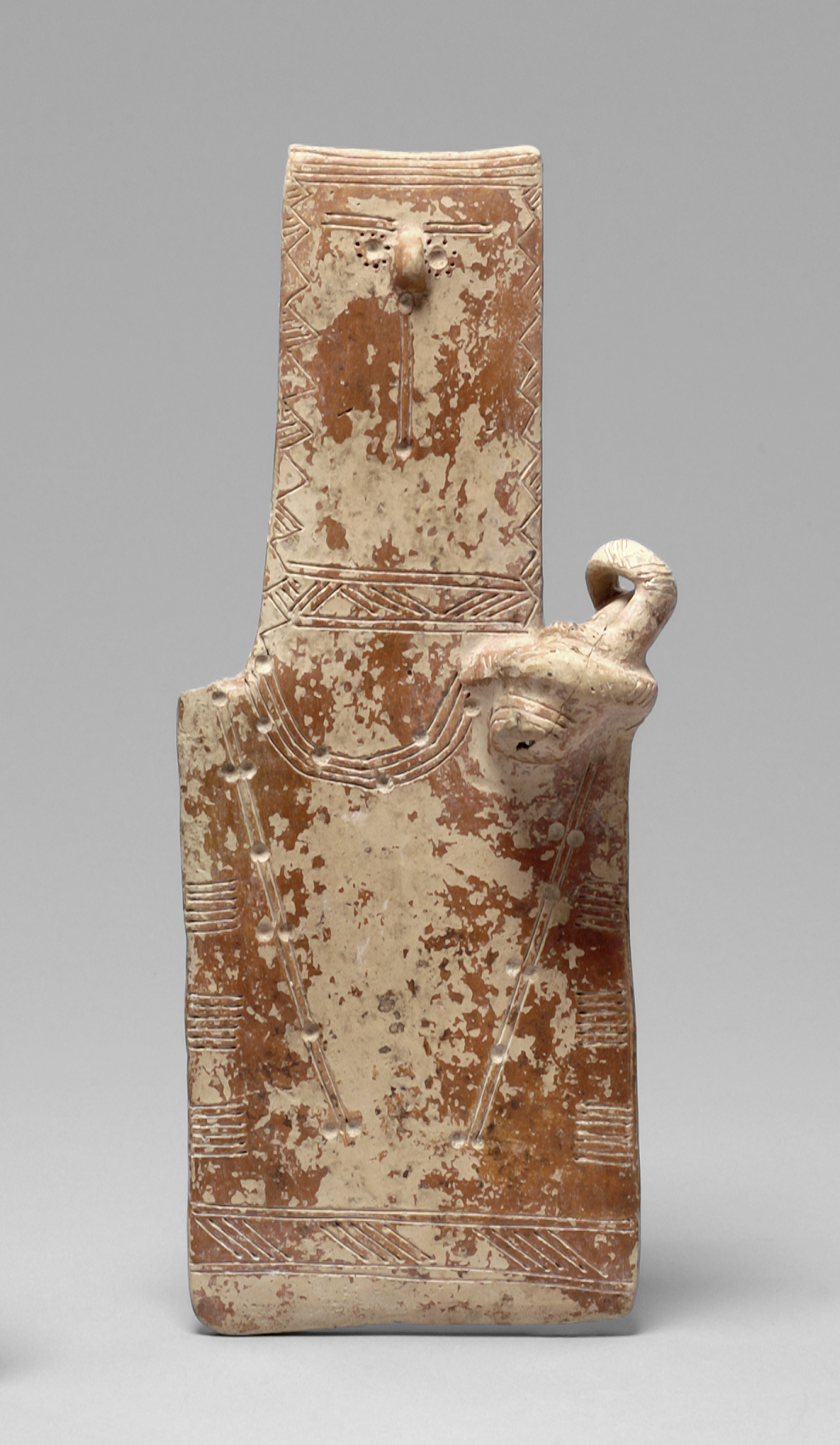
Rödpolerad plankformad figurine av en mamma som håller i en krubba med en bebis i. Från grav 313B ca. 2000–1000 f.Kr. Lapithos. Detta föremål finns utställd på Medelhavsmuseet.

Väster om Lapithos, vid Vrysi tou Barba (grek. farfars fontän), grävde arkeologerna ut en nekropol från bronsåldern. Platsen består av en vit kalksten, sluttande mot havet, och har drabbats av upprepade översvämningar från bergs bäckarna vilket har lett till att det inte finns många spår kvar av begravningsplatsen idag. Svenskarna var inte de första att gräva här även om de var de första att publicera sina undersökningar. Både John Myres och Menelaos Markides från Cyperns museum, grävde här 1913 och 1917. Svenska Cypernexpeditionen grävde ut tjugotre gravar under två månader med syftet att gräva fram en representativ serie gravar från ett begränsat område. De flesta av gravarna härifrån är av dromos-typen, alltså en grav med en ingång som är utformad som en kort väg in till graven. Gravarna härifrån har även ofta tre cirkulära kammare som öppnar sig från dromosingången. Tunna plattor av lokal kalksten användes som dörrar till gravarna med mindre stenar runt sidorna för att hålla allt på plats. Arkeologerna noterade att gravarna användes upprepade gånger och ibland rensades ut mellan begravningarna. De flesta av gravarna är daterade till den tidigcypriotiska II och mellancypriotiska II perioden, men användes även under tidigcypriotisk III. Här begravdes både män och kvinnor. I gravarna hittades mycket rödpolerad keramik.

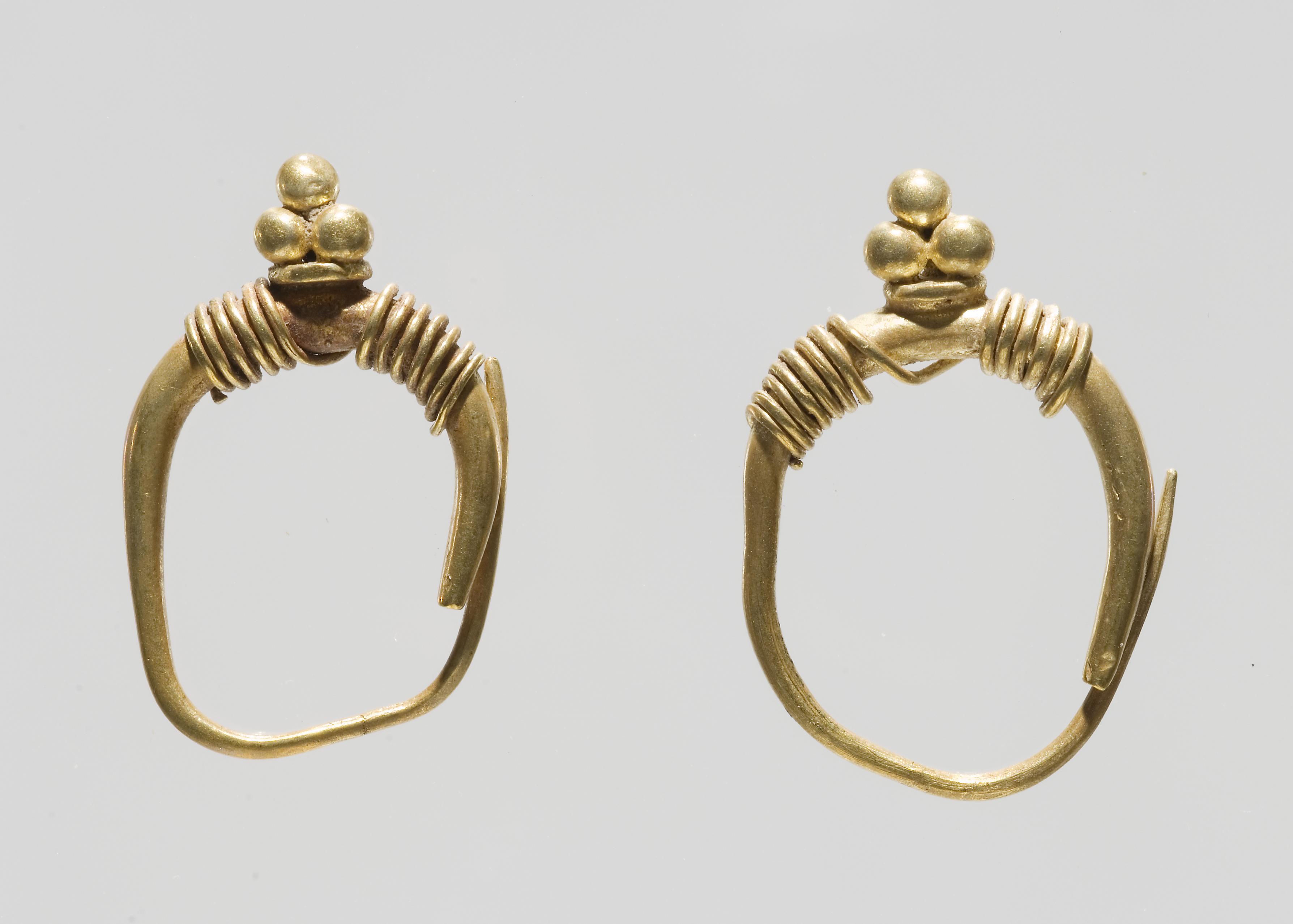
Örhängen av guld med en klunga av kulor, möjligtvis vindruvsklasar. Från grav 420, ca. 1050–950 f.Kr. Lapithos. Dessa ringar finns utställda på Medelhavsmuseet.

Efter utgrävningen vid Vrysi tou Barba fortsatte den svenska Cypernexpeditionen med järnåldersnekropolen Kastros under tidsperioden november 1927 till slutet av april 1928. Denna nekropol hade aldrig grävts ut tidigare, däremot blev den plundrad under bysantinsk tid. Den svenska Cypernexpeditionen grävde ut ett trettiotal gravar vid Kastros. Järnåldersgravarna var inhuggna i berget och deras form skiljer sig under de olika perioderna. De flesta är olika sorters dromosgravar. Likt vad många andra nekropoler på Cypern visar användes många av gravarna till begravningar upprepande gånger vilket tyder på att de var familjegravar. Några av gravarna var extremt rika på gravgods. Till exempel grav 403 och 420, där kvinnor begravdes med guldörhängen och andra smycken av guld såsom fem guldplattor med figurrepresentationer och fästen som förmodligen en gång dekorerade en huvudbonad.

### Enkomi, juni–juli 1930
Nära den antika byn Enkomi ligger en bronsålders nekropol som en gång i tiden var omgiven av en mur. Enkomi ligger en kilometer väster om gamla Salamis ruiner, nära floden Pediaíos, Cyperns längsta flod. Den närmaste moderna staden är Famagusta.

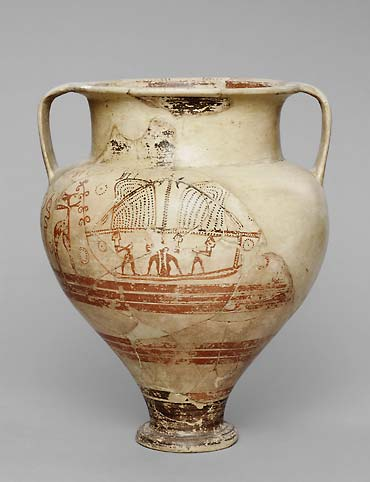
Amforoid krater, mykensk med skeppsmotiv. Sen cypriotisk, från grav 3 ca. 1300–1250 f.Kr. Enkomi

Enkomi grävdes ut av franska, och senare cypriotiska arkeologer mellan 1934 och 1972. Ytterligare grävdes cirka 100 gravar ut av en expedition som skickades av British Museum på uppdrag av Cyperns Exploration Fund 1896 med arkeologer som Alexander Stuart Murray, A.H. Smith och en man känd som Christian. Några gravar hade dessutom redan plundrats. Under 1930 grävde de svenska arkeologerna ut ungefär 20 gravar under två sommarmånader. De började med några provschakt som inte var särskilt framgångsrika eftersom bysantinska hus hade förstört många av gravarna. Så småningom grävde de ut en del av begravningsplatsen som aldrig hade undersökts tidigare, och fann mycket rika gravar. En enda grav kunde innehålla omkring 300 föremål, mestadels keramik, men även föremål av guld, silver, fajans och elfenben. I sin bok Sekler och dagar beskriver Einar Gjerstad hur de behövde avlägsna vatten från gravarna eftersom många av dem låg under grundvattennivån och därför var vattenfyllda och svåra att gräva ut.

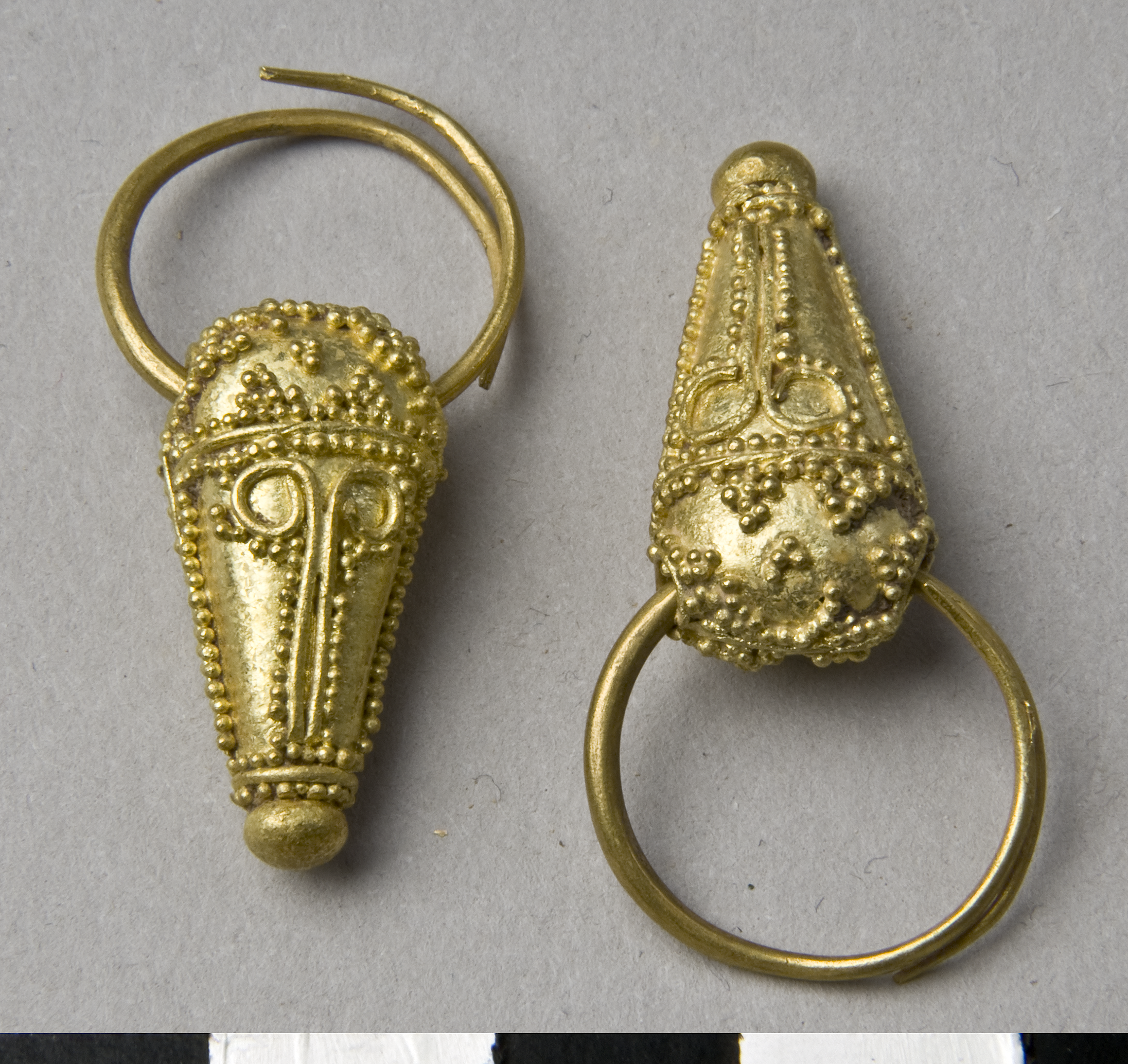
Guldringar, antagligen örhängen, med tjurhuvuden. Från grav 11 sen cypriotisk, ca. 1450–1200 f.Kr. Enkomi.

Begravningspraktiken började omkring den sencypriotiska II och mellancypriotska perioden IIIC. Majoriteten av gravarna är från sencypriotisk tid. Många gravar har en dromos som leder till stomion, en djup dörröppning, och sedan en eller två kammare. Ibland återanvändes gravarna och ibland användes de endast till en begravning. Rikedomarna och betydelsen av denna begravningsplats ökade med åren fram till den sena cypriotiska III-perioden, när det skedde ett avbrott i utvecklingen och typen av grav och innehåll förändrades. Istället för stenhuggna kammargravar, ibland täckta av jordhögar fyllda med rika fynd, började man använda schaktgravar grävda i jorden, ibland även i de gamla gravarnas högar, med få och enkla gåvor. Den levanto-helladiska keramiken, så karakteristisk för den föregående perioden, saknas helt, och dess plats intas av en mer vardaglig keramik.

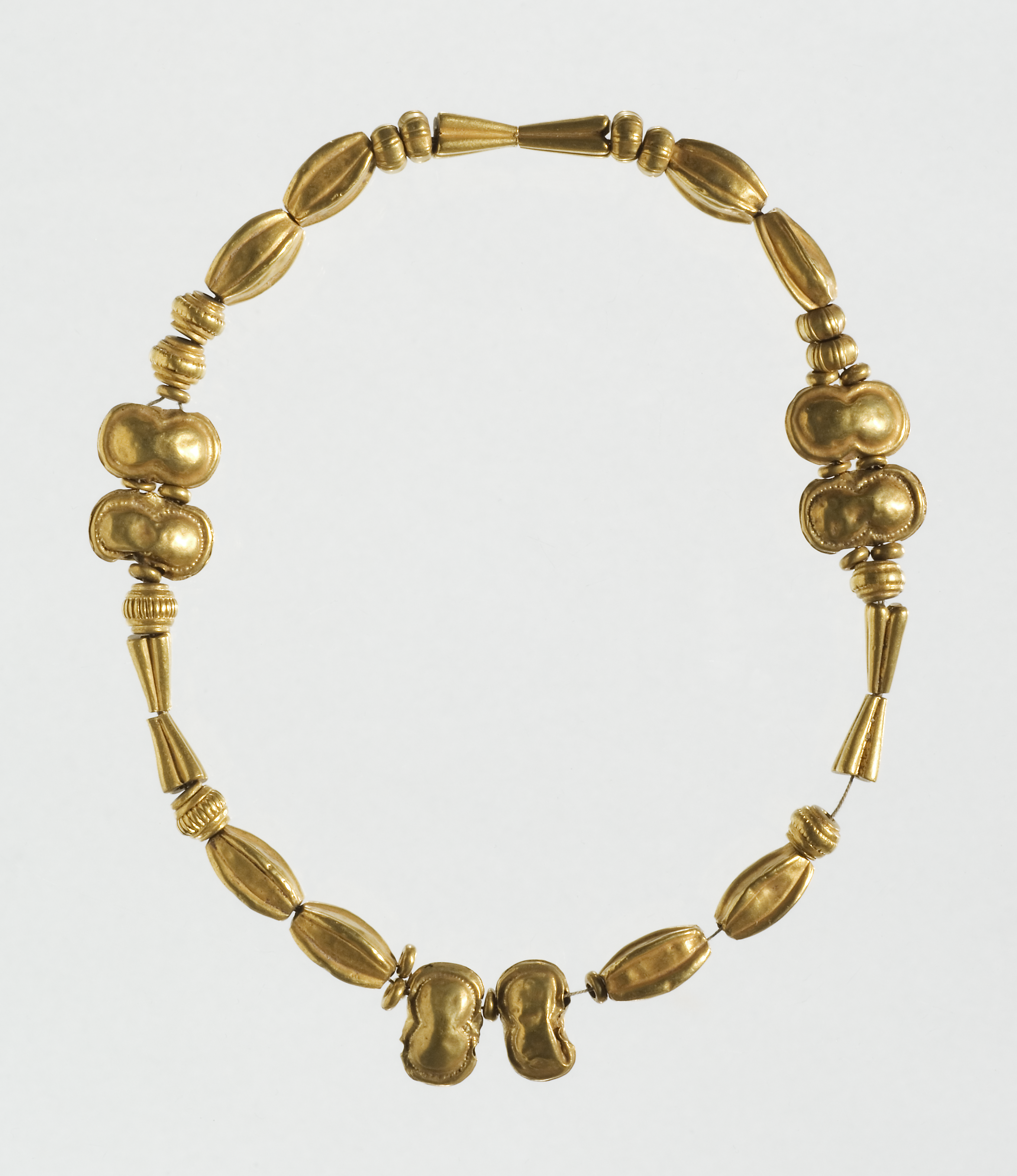
Guldhalsband med 56 olika pärlor, några är formade som frön medan de större är formade som sköldar. Från grav 3, sen cypriotisk II, ca. 1450–1200 f.Kr. Enkomi. Denna kopia är från Medelhavsmuseet men originalet finns på Cypriotiska museet i Nicosia.

De avlidna hittades sittande eller liggande. Deras kläder fästes ihop ihop med guldnålar, vissa bar diadem på pannan dekorerade med geometriska ornament, blommotiv eller figurer och en guldplåt över munnen. En av kvinnorna bar ett guldhalsband i form av mykenska sköldar. Detta var egentligen ett minoiskt motiv som mykenarna blivit influerade av och sedan i sin tur introducerat till Cypern. Liknande sköldar finns exempelvis avbildade på fresker från Knossos, Kreta. Samma kvinna hade också ringar i håret, öronen och på fingrar och tår. Örhängen var vanliga smycken under 1300–1200-talen f.Kr. på Cypern och användes av både män och kvinnor. Föremål gjorda av elfenben, samt parfymflaskor gjorda av glas och fajans hittades också, liksom cypriotisk keramik, mykenska vaser och strutsägg. Vidare hittade arkeologerna mat och dryck i brons- och keramik kärl placerade runt de döda. Fynden vittnar om lyx och exotisk import från närliggande platser.

### Amathus april–maj 1930

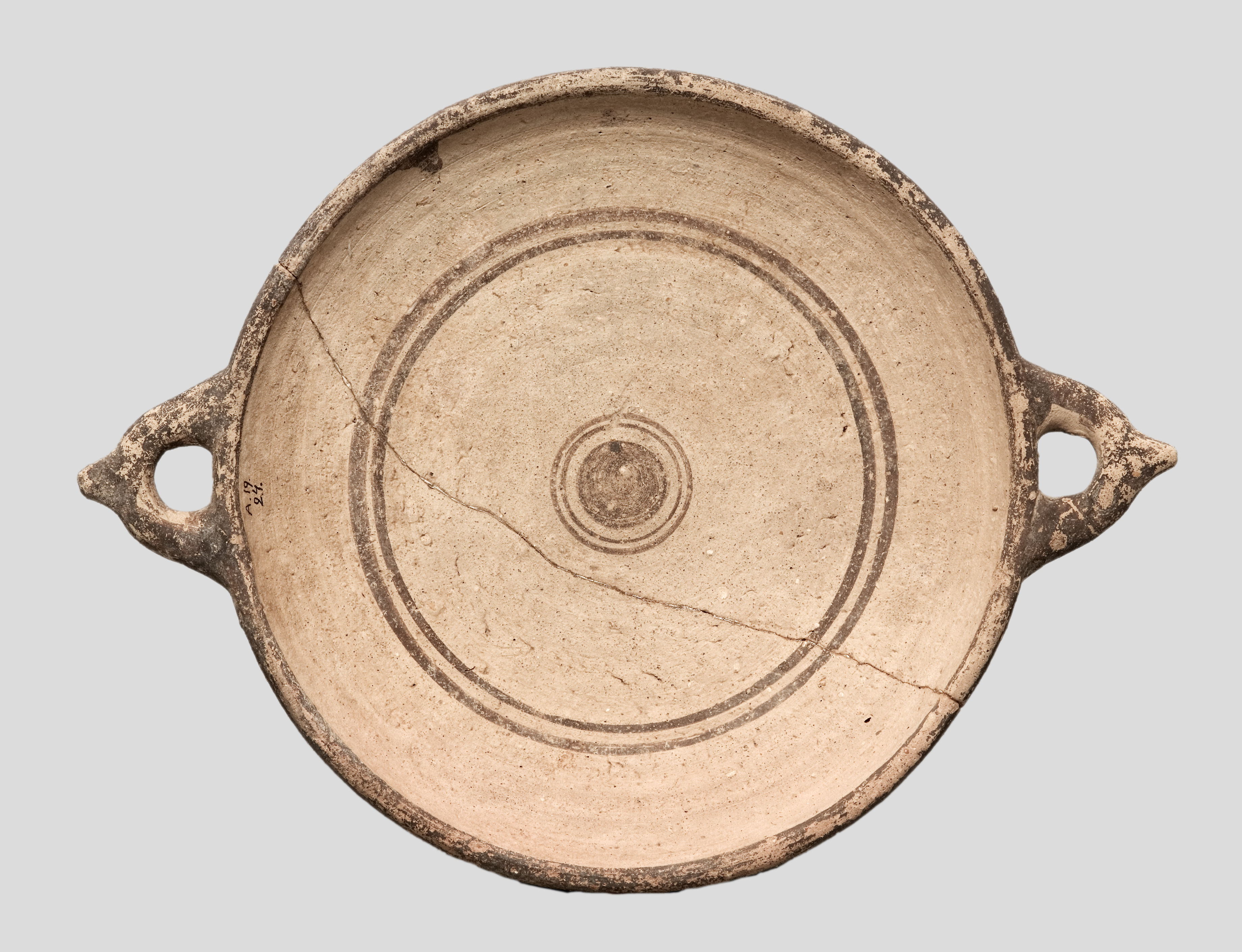
Bichrome III tallrik. Från grav 19 ca. 1050–850 f.Kr. Amathus.Detta föremål finns utställt på Medelhavsmuseet.

Från april till maj 1930 grävde den svenska Cypernexpeditionen ut en nekropol på båda sidorna om staden Amathus akropol. Amathus är en känd plats som besöktes redan under 1700- och 1800-talen av resenärer och arkeologer. Tidigare arkeologer, som general Luigi Palma Di Cesnola, den första amerikanske konsuln på Cypern, grävde ut nekropolens stora gravar belägna till norr och väst om akropolen. Eftersom han inte publicerade några planer eller ritningar illustrerade John Lindros två av gravarna från de gamla utgrävningarna som fortfarande var möjliga att besöka. Nekropolen hade delvis grävts ut av den engelska expeditionen till Cypern 1893–94 och publicerats i Excavations in Cyprus, London 1900. Den Svenska Cypernexpeditionen grävde ut cirka 25 gravar.

Inuti grav 2, Amathus.

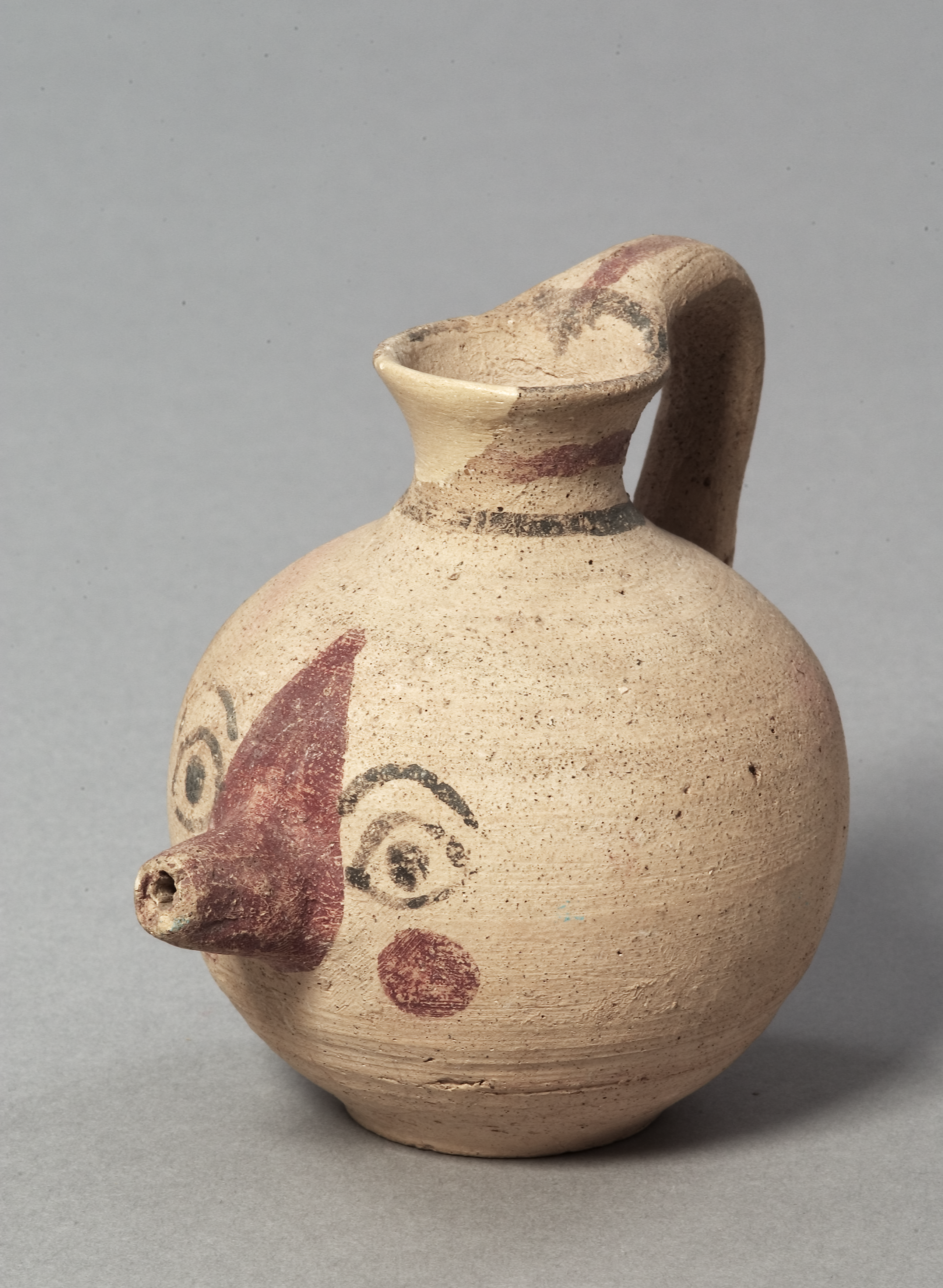
Antagligen en nappflaska hittad i grav 9, från ca. 600–475 f.Kr. Amathus. Föremålet finns utställd på Medelhavsmuseet.

Gravarna från Amathus är schaktgravar med tillhörande dromos vilket är ganska sällsynt på Cypern. Variationer av schaktgravarna förekommer, mest på grund av de olika utrymmes- och ekonomiförhållandena samt svårigheterna med att hugga i berget. Arkeologen identifierade sex olika stilar. Det är formen på dromos som skiljer sig mest mellan de olika stilarna. Gravarna 1 och 2 skiljer sig från de andra när det gäller konstruktion och kvalitet och kan ha skapats för mer välbeställda människor, möjligtvis kungligheter. Grav 3 påminner mer andra gravar från Cypern eftersom det är en kammargrav. Grav nr. 26 hade en stor tumulus, alltså en gravhög, och kan ha varit inspirerad av andra hellenistiska tumuli. Den innehöll en pithos innehållande en alabastron och ett kremerat skelett. Runt alabastronens kant placerades en krans av förgyllda myrtenblad. Arkeologerna menade att detta kan vara kvarlevorna från en en ptolemaisk tjänsteman som dog i Amathus och sedan begravdes enligt utländsk gravsed.
I de övriga gravarna användes för det mesta samma gravsed. Många återanvändes flera gånger, i vilket fall begravningsgåvorna trycktes in i hörnet av graven. Senare, under den hellenistiska och romerska perioden, användes Amathus återigen för begravning. Dessa begravningar kom inte i kontakt med de tidigare gravarna eftersom de vanligtvis låg i de övre lagren. Gravarna dateras från den cypro-geometriska I perioden till romersk tid.

### Stylli

Keramik från Stylli.

Nära den moderna byn Stylloi, nordväst om Famagusta på Mesaoria slätten, grävde den svenska Cypernexpeditionen ut en till begravningsplats. Platsen var känd sedan tidigare och Rubert Gunnis, antikvitetsinspektör på Cypern, grävde ut här 1928. De svenska utgrävningarna påbörjades på den högsta delen av terrassen och fortsatte därefter på den södra sluttningen. Under denna utgrävning besökte Sveriges kronprins Gustaf VI Adolf platsen och grävde även själv.

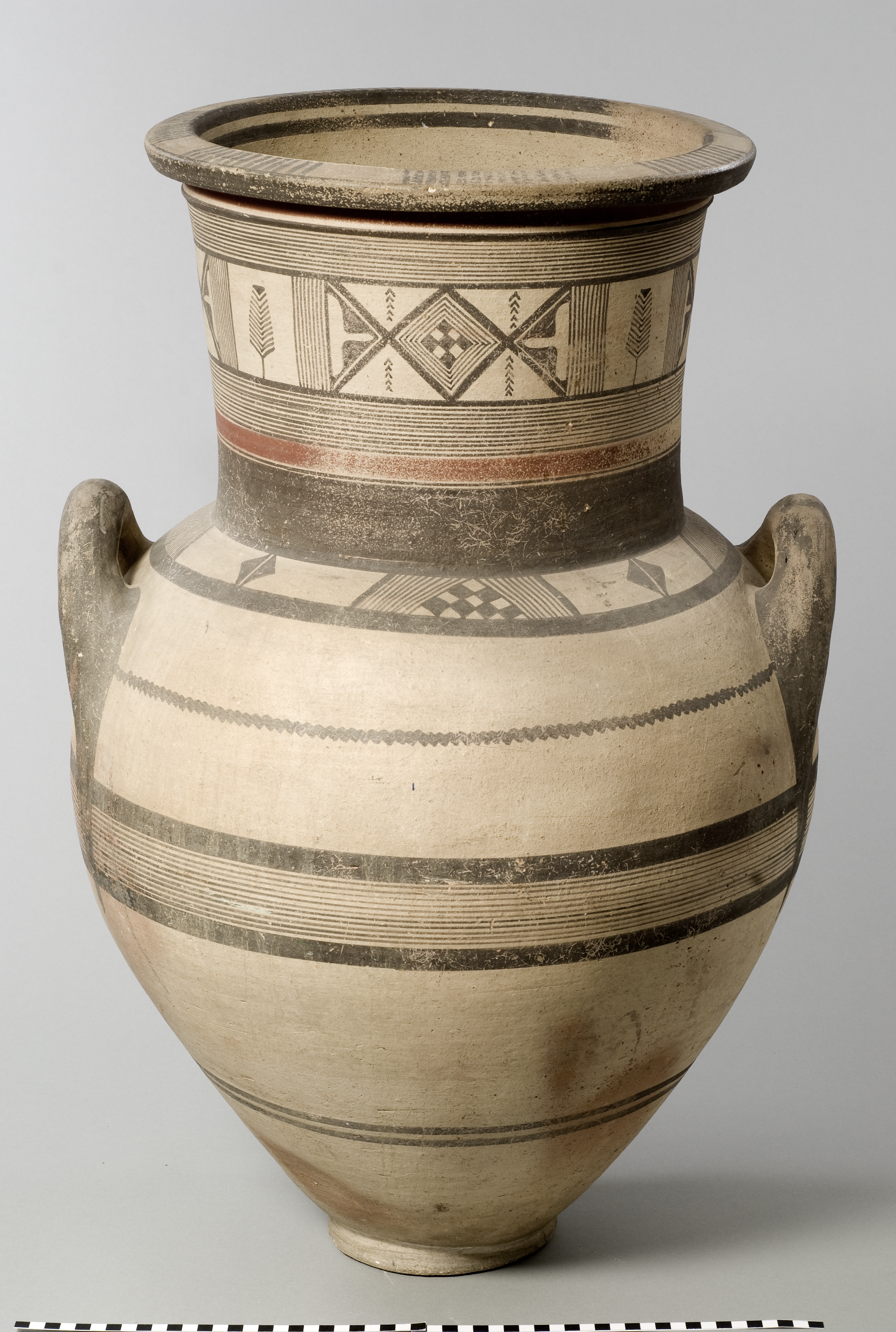
Bichrome amfora från grav 17. ca. 850-700 B.C. Stylli. Amforan finns utställd på Medelhavsmuseet.

Gravarna som finns bevarade på platån, där marken huvudsakligen består av den lokala stenen chavara, har alla rymliga dromoi och skiljer sig ganska mycket från gravarna på sydsluttningen. De förstnämnda har ofta en ganska lång dromos med mer eller mindre regelbundet sluttande golv och i vissa fall är trappor bevarade. De senare nämnda har en kortare dromos och vidgar sig mer abrupt. Dessa gravars golv sluttar inte. Båda typerna har oregelbundna kammarrum som vanligtvis är mindre än dromos. Gravsederna verkar vara densamma i alla gravar. De begravda hittades utsträckta på rygg, omgivna av gravgåvor. Kistor användes inte. Gravplatsen användes från cypro-geometrisk IIIA till cypro-arkaisk IIA tid. Under den cypro-geometriska perioden fram till den cypro-arkaiska I begravdes de avlidna på platån. Under de följande perioderna återanvändes dessa gravar samtidigt som den södra sluttningen blev vanligare för begravning.

### Idalion
I Idalion grävde svenska Cypernexpeditionen fram en bosättning. Med den information som erhållits från den bevarade arkitekturen och annat arkeologiskt material drogs slutsatsen att bebyggelsen i Idalion började mot slutet av den sena bronsåldern (sencypriotisk IIIC). Platsens akropolis var befäst med vallar skapta av lertegel på en stengrund. Befästningen följde kullen naturligt och var därför krökt. Den hade tre portar, den norra, västra och den västra sidoporten. Under den sencypriotiska perioden byggdes fler vallar över resterna av de gamla. Husen bestod av lertegelväggar byggda på en murstensgrund. Golven skapades av rammad jord och taken var troligtvis skapta av vass och lera. Formen på rummen förändrades under de olika perioderna, trapetsformade i den sencypriotiska III A perioden och rektangulära i sencypriotiska perioderna III B och C. I Idalion verkar inte husen ha byggts som ett komplex utan snarare som avskilda rum placerade runt ett kulthus, omgivet av förrådshus och ett hus för prästen och stadens hövding. Inne i kultrummet hittade arkeologerna ett litet altare och en deposit med rester av karboniserade grönsaker samt tjurar av terrakotta, terrakottakannor som troligen användes för libationer och olika mindre föremål som troligen är votivgåvor. Enligt arkeologerna var detta en kult centrerad runt fertilitet.

Idalions akropolis.

Under den cypro-geometriska perioden förändrades bosättningen. Den religiösa platsen flyttades till akropolen där en temenos skapades. Däremot är det inte förrän den tredje cypro-geometriska perioden som tillförlitliga arkitektoniska och stratigrafiska bevis dyker upp med information om den nya helgedomen. Helgedomen placerades innanför befästningsmuren och bestod av en gårdsplan, ett fyrkantigt altare av sten samt kultbyggnaden. Under den cypro-arkaiska I perioden utvidgades temenos och ett massivt torn byggdes. Helgedomen och befästningen reparerades och återuppbyggdes med tiden. Votivgåvorna från denna helgedom bestod huvudsakligen av vapen och verktyg av olika slag, samt personliga tillbehör som fibulae, örhängen, armband och olika sorters keramik. Kultfiguren hittades inte men arkeologerna menade att gudomen som dyrkades här antagligen var en version av gudinnan Athena. Fenicierna kallade henne Anat. Enligt tvåspråkiga inskriptioner från Larnaca tis Lapithou ansågs dessa två gudinnor vara identiska på Cypern. Det verkar inte som om hon hade ett cypriotiskt namn men kan ha varit en version av Djurens drottning eller stadens Idalions skyddsgudinna.

### Ajia Irini november 1929–

Utgrävningen i Ajia Irini tog plats vid Papa Prokopios mark. Här syns Prokopios vid utgrävningen samt många av de som arbetade på utgrävningen.

Sommaren 1929 besökte prästen Papa Prokopios den svenska Cypernexpeditionen. Han hade fångat en plundrare på sin åker i byn Ajia Irini. Prokopios åkte till museet i Nicosia med en övre del av en terrakottaskulptur från sin åker med sig. Terrakottaskulpturen är daterat till början av 600-talet f.Kr. Därefter fick svenska Cypernexpeditionen utgrävningsrättigheterna och påbörjade en utgrävning på Prokopius fält. Platsen visade sig vara en ostörd helgedom som använts sedan sen bronsålder, (sencypriotiska III), 1200 f.Kr., fram till slutet av den cypro-arkaiska perioden. Den viktigaste perioden var under 650–500 f.Kr. och det är från denna tid de flesta av fynden är ifrån. 2000 statyer hittades en halv meter under sandjorden. Figurerna var liggande och stående, grupperade i form av en halvcirkel som påminde om en teater. Figurerna föreställde präster, krigare och vanliga människor. Vissa kommer med votivgåvor, dansar eller spelar musikinstrument. Vagnar med hästar och tjurar hittades också. Statyerna är i olika storlekar, den största är naturlig storlek. En av dem kallas offerprästen och han bär en lång dräkt och en turban. Enligt arkeologerna höll han troligen en offerkniv i sin upphöjda, vänstra hand.
I den första fasen var helgedomen ett komplex av rektangulära hus omringade av murar skapta från lertegel, stående på solida stengrunder. Innanför murarna fanns även en stor öppen gårdsplan. Det verkar som om de västra och norra husen användes av prästerna för levnad och förråd. Husen i mitten och de södra husen användes troligen för kultiska ändamål med huset i mitten som det centrala kulthuset. Detta hus består av två rum. Det var här alla kultföremål hittades, exempelvis offerbord, stora pithoi, skålar, libationskärl, en kultyxa av sten och tjurar i terrakotta. Arkeologerna fick intrycket att detta var en agrarisk kult som dyrkade gudar som skyddade grödor och boskap och fyllde förrådsrummen med majs, vin, oliver, honung och grönsaker. Produkter av detta slag offrades sannolikt även till gudarna. Arkeologerna hittade inte det officiella kultföremålet men påpekade att gudomen antagligen dyrkades i form av en tjur, vilket är representativt för fertilitetskulter eftersom tjurar är förknippade med fertilitet. Kultföremålet kan ha förstörts eller förflyttats. Under en senare fas var kultföremålet en oval sten som fungerade som en betyl, med andra ord en helig sten. Denna betyl kan även ha varit kultföremålet i den tidigare kulten och sedan förflyttats till den nya helgedomen.

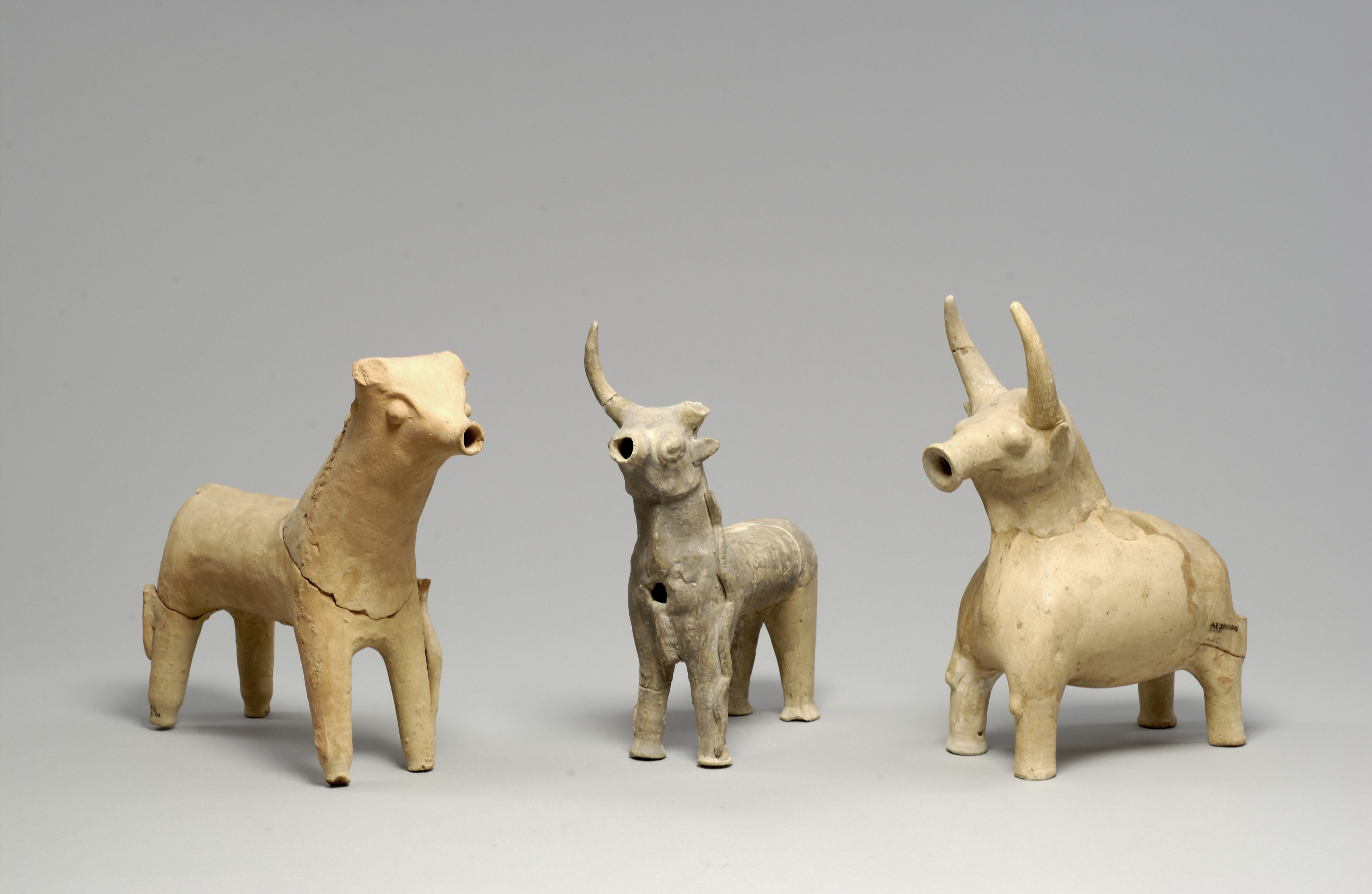
Tre tjurar av terrakotta från Ajia Irini.
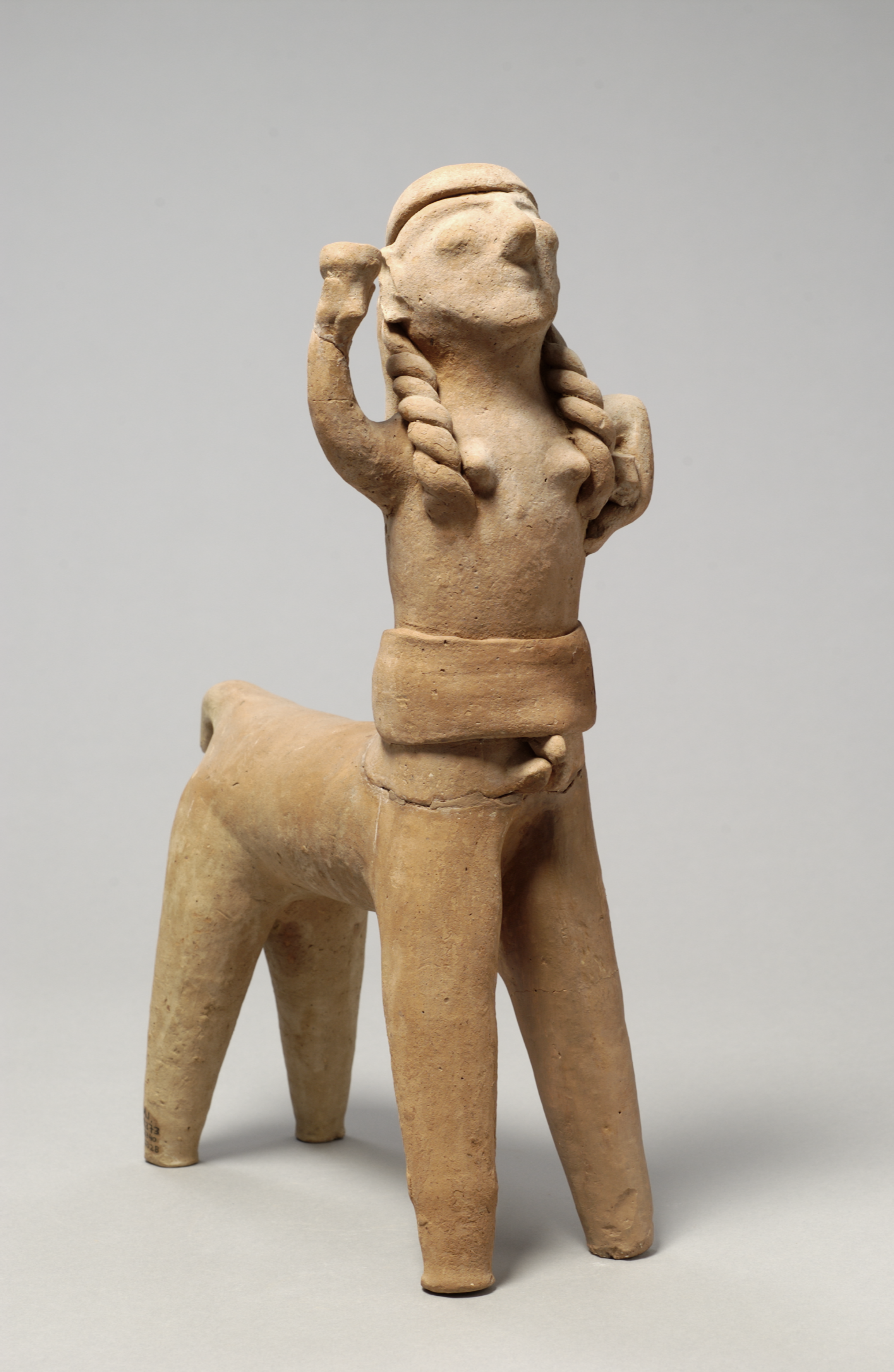
Terrakottafigurin som föreställer en minotaur.
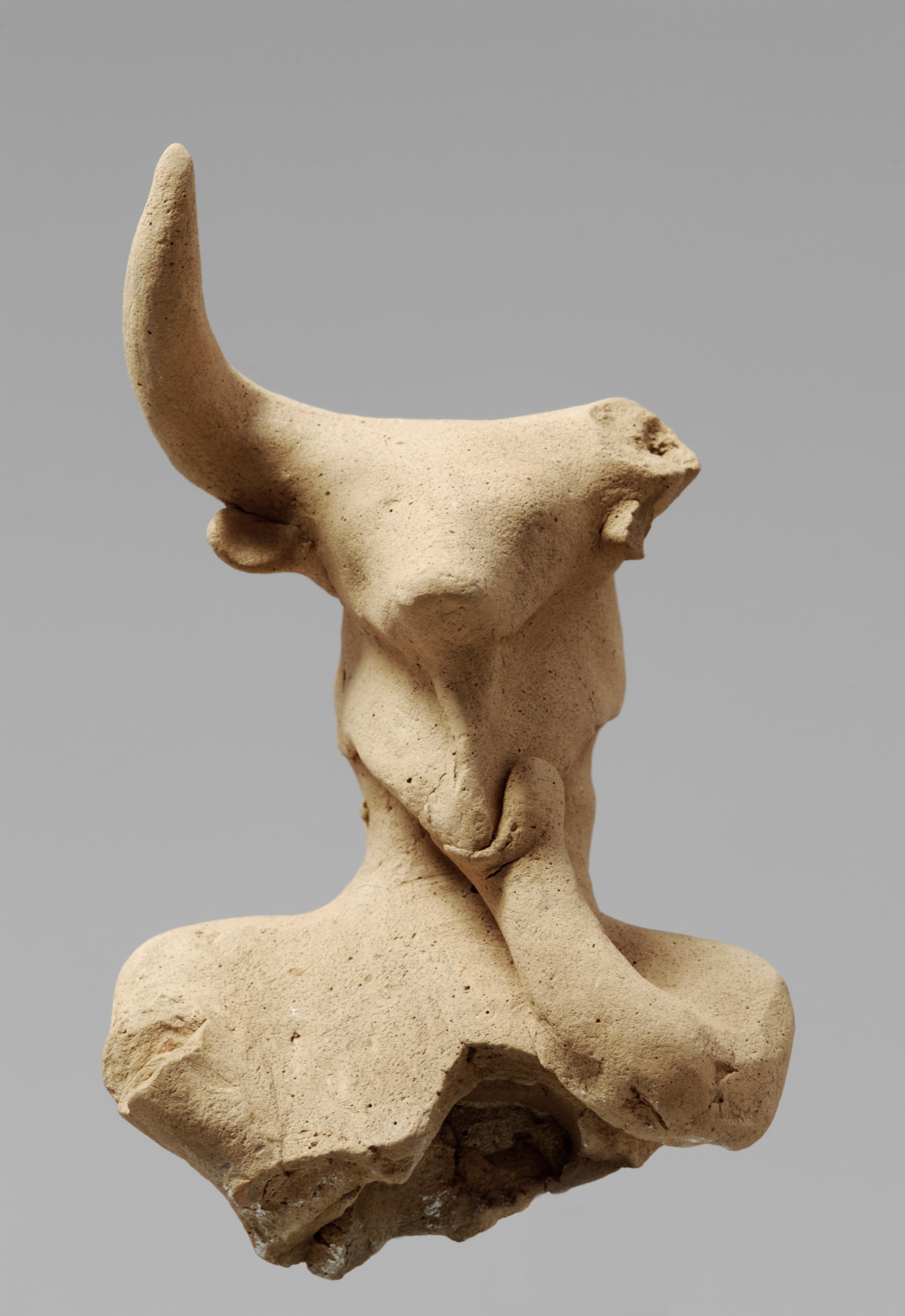
Terrakottafigurin med en tjurmask. Ajia Irini.

Under den geometriska perioden täcktes den gamla helgedomen med röd jord och en ny helgedom invigdes ovanpå den gamla. Denna helgedom skiljer sig från den tidigare. I stället för att ett slutet kulthus med tak kombinerat med ett byggnadskomplex av rektangulär form hade den nya helgedomen ett öppet temenos av oregelbunden form som omgavs av en peribolos skapad av röd jord. Ett lågt altare byggdes i närheten av offerbordet. Majoriteten av votivgåvorna från denna period var terrakottastjurar som placerades runt altaret. Altaret var täckt med ett lager av aska, karboniserat material och djurben. Därför drog arkeologerna slutsatsen att kulten förblev en fertilitetskult med en gudom i form av en tjur. Dessutom verkar det som om kulten började med blodsoffer under denna period. Helgedomen fortsatte på detta vis tills mitten av den cypro-geometriska perioden då peribolosen förhöjdes och en ny, rektangulär, pelare restes som altare. De gamla votivgåvorna av terrakotta flyttades till en deposit nära det nya altaret. Under denna period förändrades också votivens motiv. Djurfigurer fanns kvar, men nu dyker även minotaurer och människofigurer upp. Således kvarstod några av de gamla typerna i kombination med nya modifierade typer. Några av tjurarna och minotaurerna bär ormar slingrandes längs halsen och ryggen. Även ormen kan ses som en fertilitetssymbol. Skulpturerna av människor kan tolkas som kultmedlemmarna som dyrkar gudomen. Under denna period blev den dyrkade gudomen mer antropomorfisk och de beväpnade människorna och vagnstatytterna kan antyda att guden vid denna period var en gud över både krig och fruktbarhet.

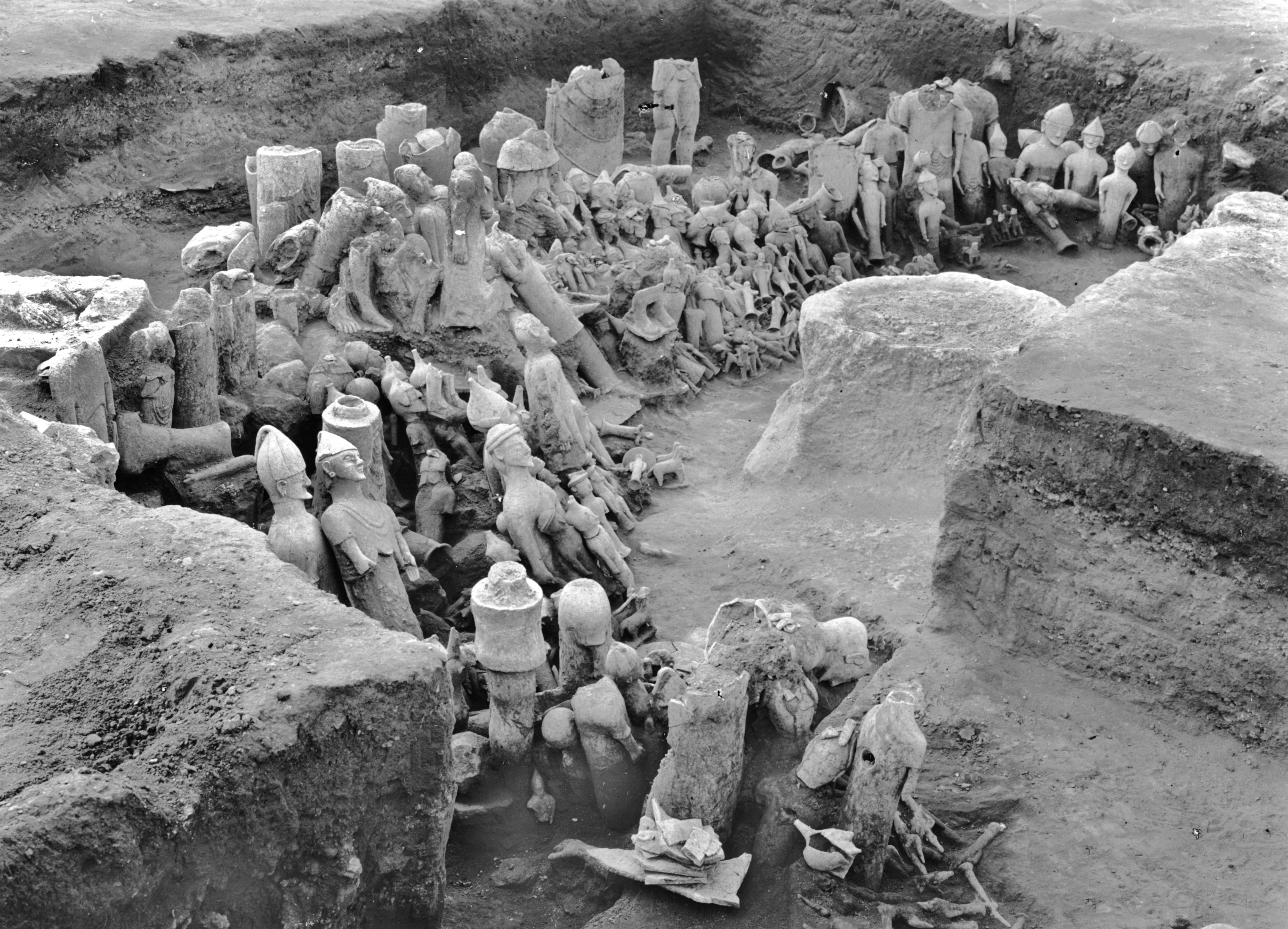
Helhetsbild. Ajia Irini.

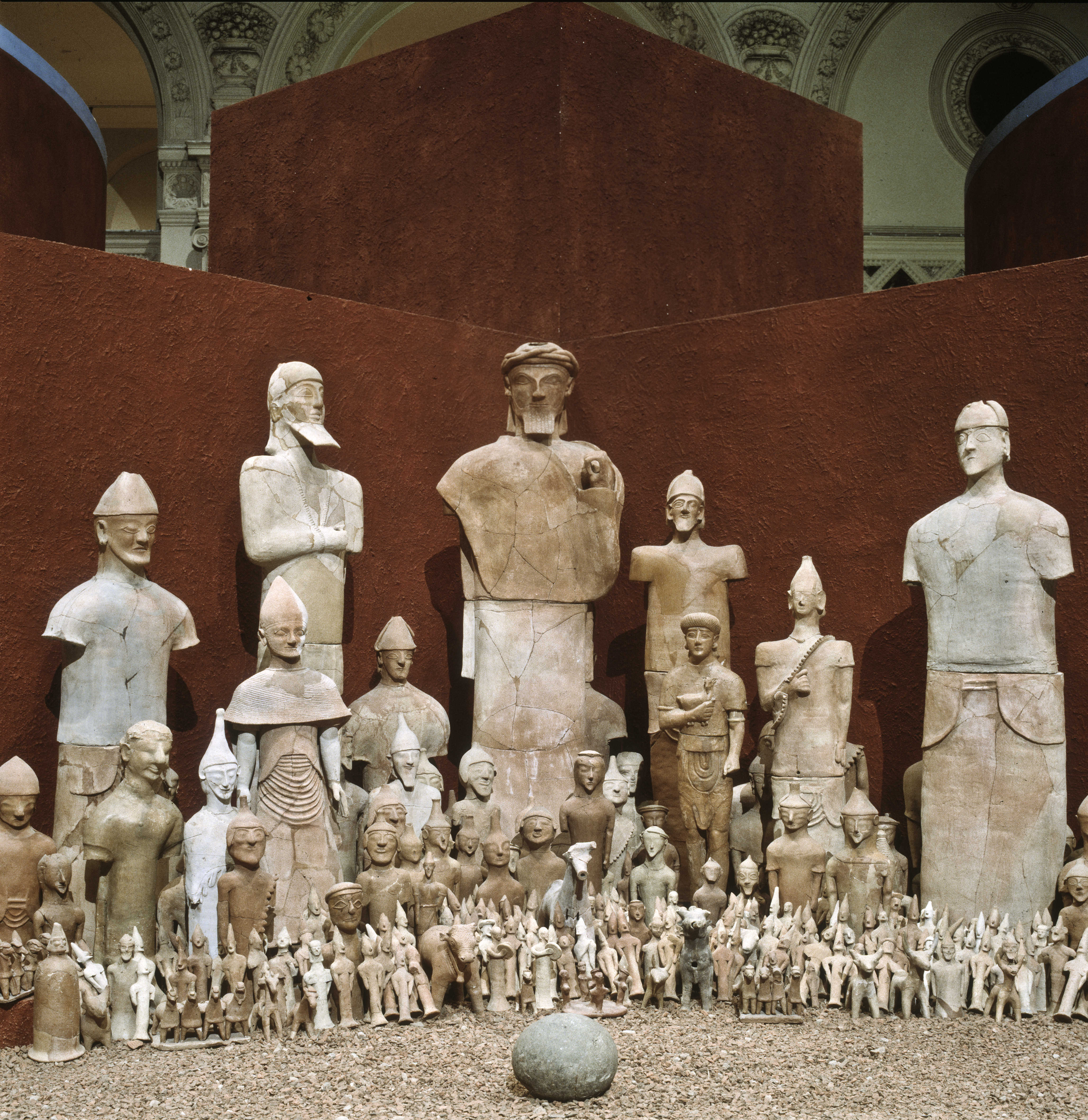
Terrakotter skulpturer samt betylen från en tidigare utställning på Medelhavsmuseet.

Under mitten av den cypro-arkaiska perioden skapades återigen ett nytt temenos ovanpå det gamla. Kontinuiteten av kulten och votivgåvorna som återigen flyttades till den nya helgedomen fortsatte. Denna cypro-arkaiska period är helgedomens främsta period. Altaret från den tidigare fasen fortsatte att användas samtidigt som temenos gränser breddades. Ytterligare byggdes en ny peribolos runt denna breddade helgedom. Två byggnader uppfördes i söder och verkar ha använts som inhägnader för heliga träd, liknande de inhägnaderna minoerna hade för heliga träd. Arkeologerna hittade figurer med tjurmasker och tolkade dessa som präster. Dessa kan vara en ledtråd till åtminsonte några av kultens ritualer. Ytterligare indikerar många figuriner med tamburiner och flöjter att musik var ett viktigt inslag i kulten. Votivgåvorna vid denna period består främst av terrakottaskulpturer i olika storlek som arrangerades runt altaret i halvcirklar. De minsta skulpturerna placerades närmast altaret och de större bakom.

Alfred Westholm omfamnar ett stort förrådskärl, pithos från ca. 14500–1200 f.Kr. Ajia Irini.

I mitten av den cypro-arkaiska perioden översvämmades helgedomen och täcktes med ett lager av sand och grus vilket bidrog till mindre förändringar i helgedomen även om kulten återhämtade sig. Senare översvämmades helgedomen flera återkommande gånger vilket ledde till slutfasen av den cypro-arkaiska perioden, ca. 510-500 f.Kr., när helgedomen övergavs. Under första århundradet f.Kr. förekom ett återupplivande av kulten men denna kult var mycket mindre och fattigare än den tidigare vilket har resulterat i få arkeologiska spår. Långt senare byggdes en liten kyrka tillägnad Ajia Irini (helig fred) på samma plats.
På andra sidan dalen grävde den svenska Cypernexpeditionen ut stenhuggna gravar. De tidigaste  gravarna härifrån är från den cypro-geometriska perioden och de senaste från romartiden. Längre ner, nära havet, finns ruiner av en liten antik stad. De tidigaste de daterbara fynden som observerats är från hellenistisk tid. Senare, i modern tid, glömdes helgedomen bort och blev en åker tills den dag då Papa Prokopios insåg att han hade odlat majs ovanpå en antik helgedom fylld av terrakottaskulpturer.

### Kition, oktober 1929–april 1930

Kultrummet i Kition. Statyer in situ. Några föreställer Herakles-Melqart och är antagligen från ca 480–450 f.Kr.

Svenska Cypernexpeditionens utgrävningar i Kition pågick från oktober 1929 till april 1930, med ett uppehåll under vintersäsongen. Kition var den antika huvudstaden i den feniciska kolonin på Cypern. Ruinerna finns inom den moderna staden Larnacas gränser. Den antika staden var omgiven av massiva murar som det fortfarande finns spår av. Vid Bamboula-kullen, i den nordöstra delen av staden, låg stadens akropolis. Här upptäckte svenskarna en helgedom tillägnad Herakles-Melqart. Mellan akropolisen och den moderna kusten låg den antika hamnen. År 1879 fyllde Cyperns regering detta sumpiga område med jord från de övre skikten av Bamboulakullen eftersom de ville bli av med malariamyggor som härjade i området. På grund av detta blev Bamboulakullen och särskilt de övre skikten av akropolisen mycket störda. En liten del av staden grävdes ut redan 1894 av brittiska arkeologer.

Utgrävningen i Kition. En rektangulär skulpturbas. Statyn saknas men fötterna finns bevarade i basen.

De svenska arkeologerna genomförde en stratigrafisk undersökning av Bamboulahögen för att få information rörande dateringen av den feniciska koloniseringen av Cypern. De ville studera den keramiska utvecklingen och samla in arkeologiskt material för att belysa hur fenicierna påverkade utvecklingen av den cypriotiska kulturen. Men efter tre dagars grävning råkade de hitta en stor deposit av skulpturer och behövde således utveckla utgrävningen till en mer omfattande utgrävning.
Kitions akropolis var under den sencypriotiska II och början av den cypro-geometriska I perioden en bosättning. Under den cypro-arkaiska perioden förändrades något, och Kition började användas som en helgedom i stället. Inga votivskulpturer från detta tidiga skede hittades vilket betyder att votivgåvorna kan ha varit av material som inte har bevarats eller att votivgåvorna har flyttats utanför utgrävningens område. En rektangulär skulpturbas kallad no. 560 hittades i helgedomen. Själva statyn saknades men fötterna fanns bevarade på basen. Denna skulptur var förmodligen mycket stor och kan ha varit Kitions kultstaty. Senare reste kulten ett rektangulärt altare av spillror och sten flisor framför denna staty.

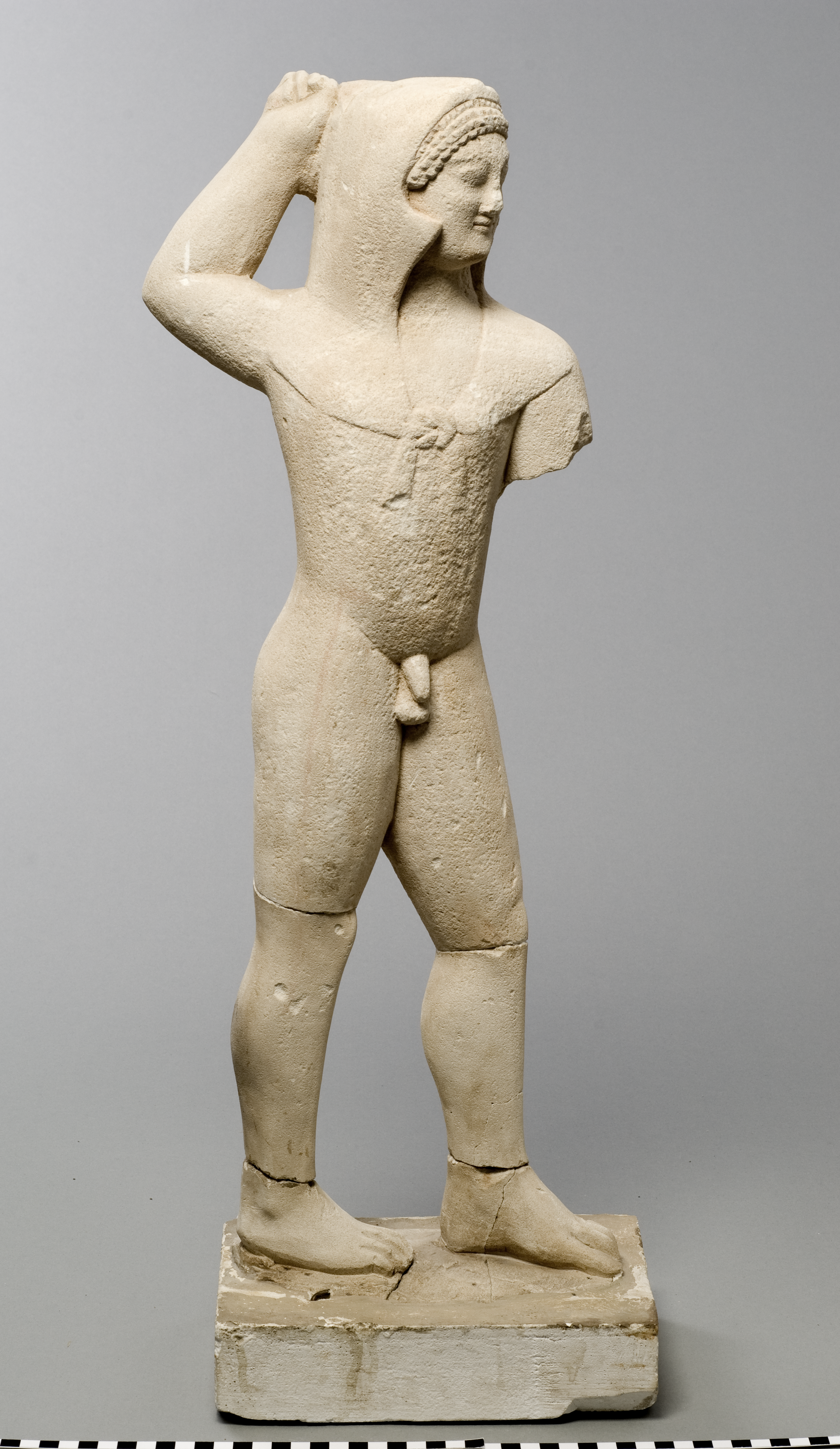
Skulptur av Herakles eller Herakles Melqart. Skulpturen står på en rektangulär bas med benen och huvudet i profil medan överkroppen är en face. Han är naken om man inte räknar lejonskinnet med tassarna knutna på bröstet. Mandelformade ögon och ett svagt leende. Ryggen är grovarbetad. ca. 480–450 f.Kr. Från Kition. Denna skulptur är utställd på Medelhavsmuseet.

Under slutet av den cypro-arkaiska II perioden skapades en ny gräns för helgedomens temenos. Denna temenos definierades av en massiv peribolos och dessutom verkar det tidigare området numera utgöra helgedomens kärna. Här hittades ett lågt altare format som en kvadrat samt ett ytterligare pelaraltare utanför. Både på altaret och omkring hittades rester av aska och förkolnat material. Under alla av helgedomens faser placerades votivgåvor, huvudsakligen i form av skulpturer, i helgedomen, och varje gång helgedomens marknivå höjdes överfördes skulpturerna till den nya helgedomen. Under den cypro-klassiska perioden arrangerades temenosområdet om igen och helgedomen blev monumental. Detta var helgedomen i Kitions sista fas innan den revs under den hellenistiska perioden och sekulära byggnader återigen uppfördes på samma plats. Alla votivskulpturer begravdes och platsen användes inte längre för religiösa ändamål. Det hellenistiska huset var uppdelat i två delar och inuti hittade arkeologerna rester av en press för vin eller olja samt rektangulära dräneringsutlopp och förvaringskärl.
Inga inskrifter med information rörande vem helgedomen var tillägnad hittades. Däremot hittades skulpturer klädda i lejonskinn och klubba i höger hand, arkeologerna tolkade dessa skulpturer som en cypriotisk variant av den grekiske Herakles, som fenicierna identifierade med sin gud Melqart. Således förespråkade de att denna helgedom var tillägnad Herakles-Melqart, Kitions skyddsgud.
Einar Gjerstad menade att anledningen till att helgedomen aldrig återuppbyggdes var en konsekvens av den siste kungen av Kition, Pumiatihon. Pumiatihon stod på Antigonos sida i kampen mellan honom och Ptolemaios I Soter. Han förlorade sitt liv och tron vilket innebar att Kition upphörde att vara en självständig stat efter Ptolemaios erövring av Kition 312 f.Kr. Eftersom helgedomen var den religiösa symbolen för Kitions politiska oberoende skulle det vara problematiskt att återuppbygga det efter erövringen.

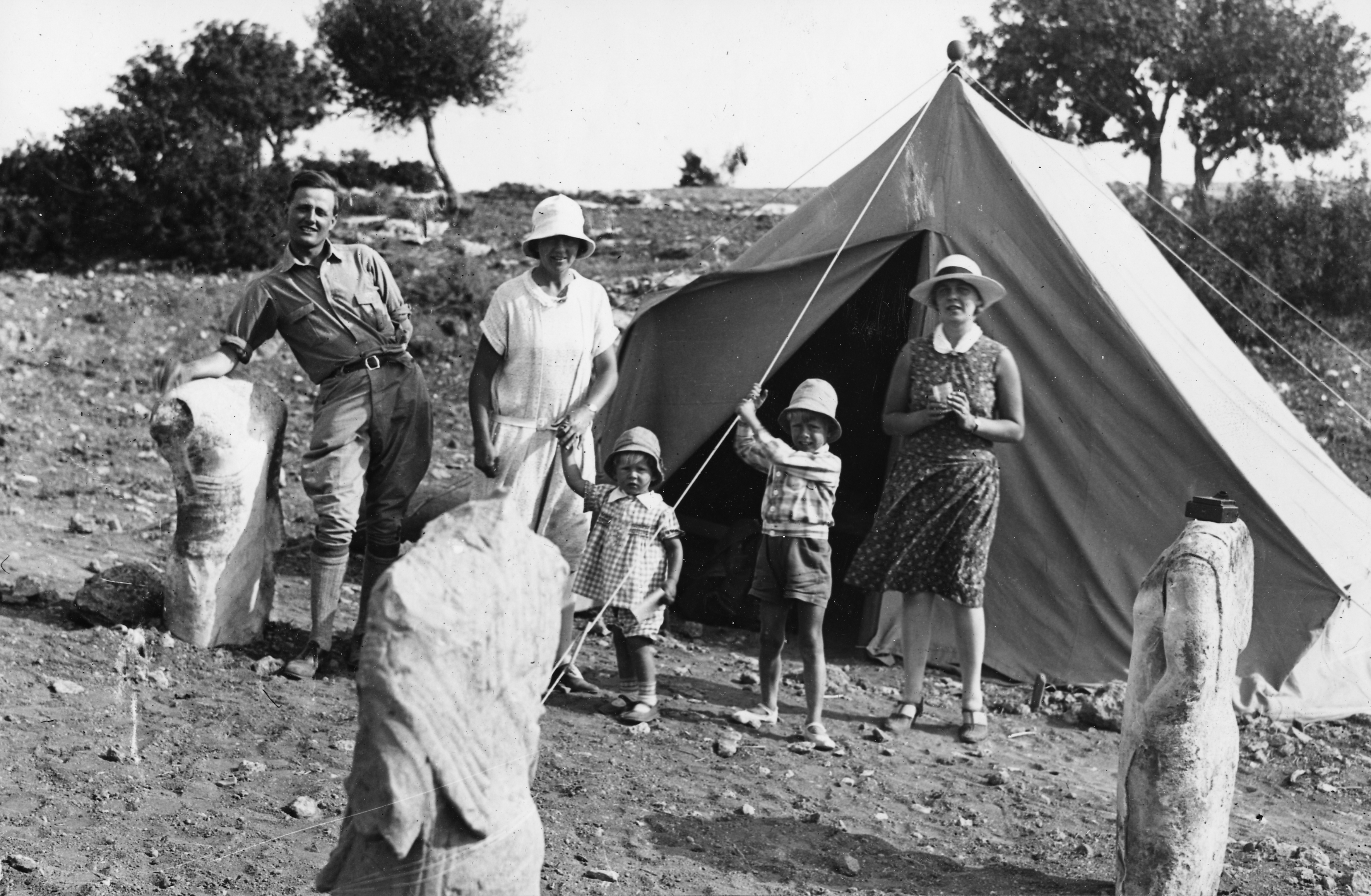
Familjen Gjerstad utanför tälten i Vouni. Einar och Vivi Gjerstas och deras barn samt barnflickan Gudrun Atterman.

### Vouní våren 1928–hösten 1929
Utgrävningarna vid Vouni (grek. berg) försiggick från våren 1928 till hösten 1929. Platsen är väl belägen nära havet och med god kommunikation till exempelvis Marion och Limnitis. Den antika vägen från Soli till Mersinaki och Vouni syns lätt med blotta ögat. Berget skyddades av försvarsmurar som även hade flera torn. På toppen av berget fanns ett tempel tillägnat Athena. Svenska Cypernexpeditionen avfärdade teorin att Vouni var den antika platsen Aipeia, föregångaren till Soloi/Soli, eftersom platsen inte avslöjade några tidigare fynd än från 500-talet f.Kr. och således inte är tillräckligt gammal för att vara Aipeia. Det antika namnet på den plats som nu heter Vouni är inte känt.
På terrassen nedanför templet finns ett palats omgivet av olika mindre helgedomar. Det verkar inte som om palatset var skilt från templet av en mur eller någon annan konstruktion. Nedanför palatset hittades en nekropol med tillhörande klippgravar. De flesta av dessa gravar var öppna och påminde om grottor. Nedanför nekropolen hittades även vallar där fler byggnader liknande palatset lokaliserades. Människorna rörde sig mellan husen, begravningsplatsen och helgedomarna med hjälp av vägar och trappor inhuggna i klippan.

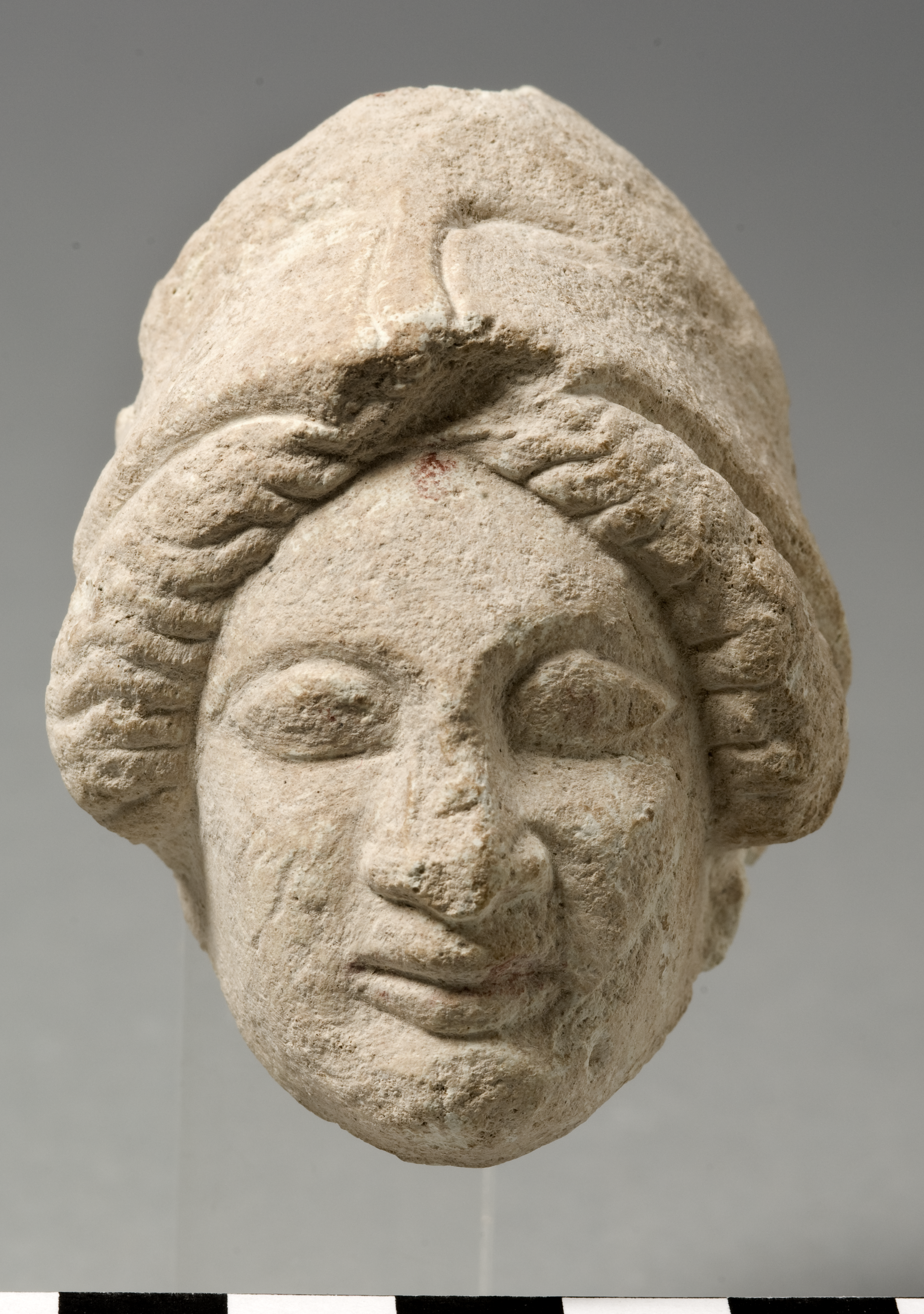
Ett huvud av Athena skapad av mjuk kalksten i stilen III:A, ca. 475–325 f.Kr, Vouni.

#### Athenas tempel
På toppen av Vouni finns en helgedom från första hälften av 400-talet f.Kr. En bronsskål med en inskrift som nämner Athena, bronsvapen och flera skulpturer som troligen representerade gudinnan hittades i helgedomen och indikerar att templet antagligen var tillägnat gudinnan Athena. Templet har utsatts för väder och vind under åren vilket har resulterat i att endast den nedersta delen av murarna har bevarats. De arkitektoniska lämningarna består således av grundmurar och golv av olika konstruktioner och sammansättningar. Templets arkitektur kan delas upp i tre separata byggnader eller byggnadskomplex. Den första är en kvadratisk byggnad med ett rum som kallas rum I. Den andra kallas rum II och består av väggen 58 och skapar en rektangulär byggnad. Den tredje delen består av rum V–VII som skapar ett block av flera hus. Det är oklart om  byggnaderna byggdes under samma period. Arkeologerna menade att dessa byggnader användes som skattkammare för votivgåvor och liknande. Mellan dessa byggnader sträcker sig några gårdsplaner. På gårdsplanerna var många av de skulpturer och altare som hittades vid tempelområdet placerade. Skulpturerna föreställer antagligen Athena och placerades inte i en specifik ordning. De flesta placerades i mitten av gårdsplanen bredvid ingången till byggnaderna. Det finns ingenting bevarat som indikerar när helgedomen förstördes eller övergavs samtidigt som det inte finns något arkeologiskt material som har daterats till senare än den cypro-klassiska perioden.

#### Palatset

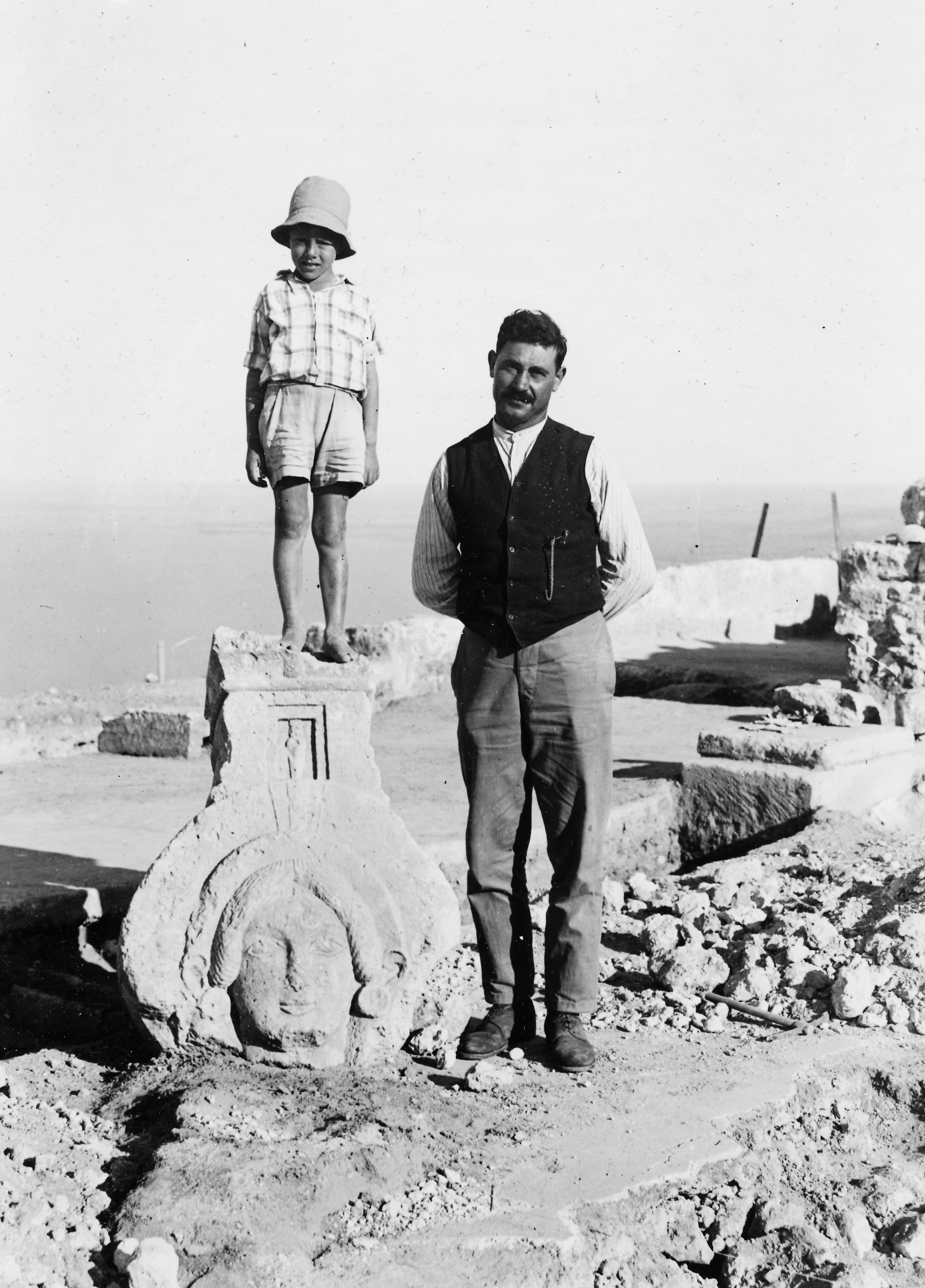
Martin Gjerstad, Lazaros och kapitälet, no. 290. Vounipalatset.

Nedanför helgedomen ligger det byggnadskomplex som kallas palatset. Palatsets stenmurar är skapta av den lokala kalkstenen från Vouni-klippan, samt en ljusgrön kalksten från Paradisotissa, 1,5 kilometer nordväst om Vouni. Byggnadskomplexets grund bestod av sten med väggar skapta av lertegel och sten. Palatset har en peristylgård med kolonner för att stödja taket runt den centrala gården samt alla de andra väggarna med öppna fronter. De bevarade fragmenten av kolonnerna består av hård kalksten från Vouni-klippan med stylobater skapta av kalksten från Paradisotissa. Det finns två kolonvariatoner på Vouni. Typ 1 har en cylindrisk axel medan typ 2 snarare liknar en ellips. Ett kapitäl är bevarat. Detta kapitäl är en cypriotisk variant av det egyptiska Hathorkapitälet med ett kvinnligt huvud skulpterat i relief på två sidor. Hon bär rosettörhängen och hennes huvud är krönt av ett bågformat diadem. Ovanför hennes huvud är en liten byggnad placerad samt en nisch med en uraeus i mitten.
Arkeologerna grävde fram flera stenblockstrappor som ledde både till övervåningen och bottenvåningen i palatset. En del trappor var troligtvis också av trä. En härd som användes för matlagning grävdes också fram. Härden var omgiven av en halvcirkel skapad av stenar svärtade av eld. Vid härden hittades även förbränt material och aska.

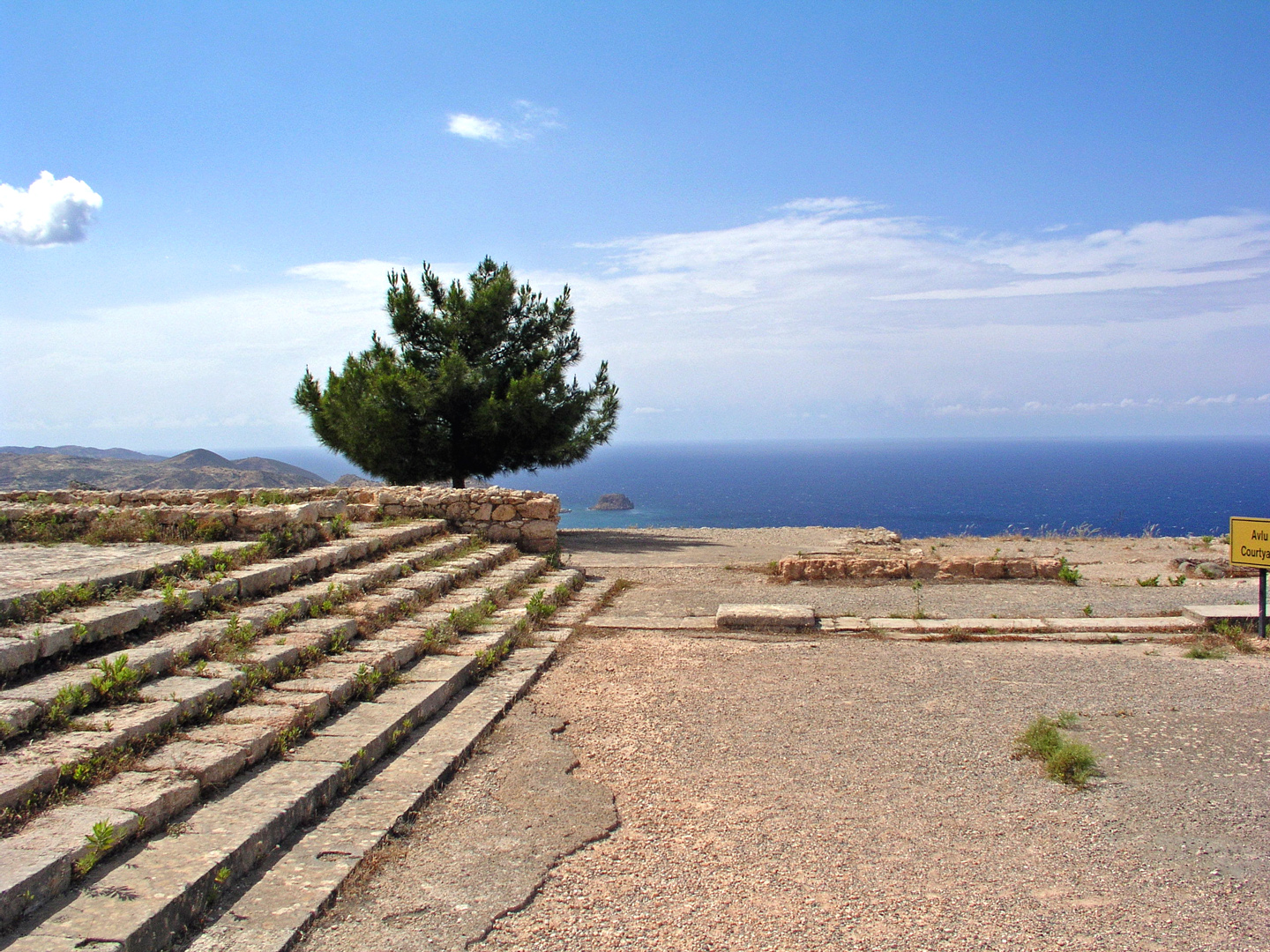
Trappor från Vounipalatset.

Vounipalatset hade fyra olika huvudtyper av cisterner formade som en tank, brunn, flaska eller klocka. Vattnet fördes till cisternerna i ledningar av tre olika typer: terrakottarör, öppna cementerade rör och cementerade rör täckta av stenplattor. De två första användes för att transportera vatten från taket medan de cementerade, täckta rören användes till rör under golven som ledde fram till runda cementerade bassänger placerade under golven till cisternerna. Dräneringskanalerna förde regnvattnet från de öppna ytorna inomhus och utanför palatset till tvättrum, badrum och cisternerna.
Arkeologernas analys av palatset resulterade i tanken om att palatset byggdes under fyra faser. Under den första perioden (500 till 450–440 f.Kr.) låg huvudentrén i sydväst med en ingång till de statliga lägenheterna som bestod av ett tredelat komplex av rum med ett dominerande huvudrum i mitten. De statliga lägenheterna var placerade intill centralgården bredvid en magnifik trappa med sju trappsteg. Centralgården var nästintill kvadratisk formad och omgiven av en peristylportik med ett tak som var öppet i mitten. Här, i mitten av gårdsplanen, placerades en cistern som samlade upp regnvatten. Fler rum byggdes längs gården som inte kopplades till varandra. Vissa av dessa rum är badrum. Palatset hade ett caldarium där man kunde oljas och sedan tvättas i varmt vatten. Efter caldarium kunde man fortsätta till frigidarium där man tvättades i kallt vatten. Köksavdelningen bestod av små rum sydost vid en annan öppen gårdsplan. Några av rummen mot nordväst var vardagsrum och förråd. I två av förråden skapades koniska hål i golvet för att kunna stödja stora pithoi med spetsiga baser. Under denna första fas hade palatset ingen övervåning. Utanför palatskomplexet skapades en temenos med en rektangulär altarplats samt mindre kulthus. I ett av kulthusen var majoriteten fragment av Heraklesskulpturer, således kallade arkeologerna detta hus för Herakles kapell.

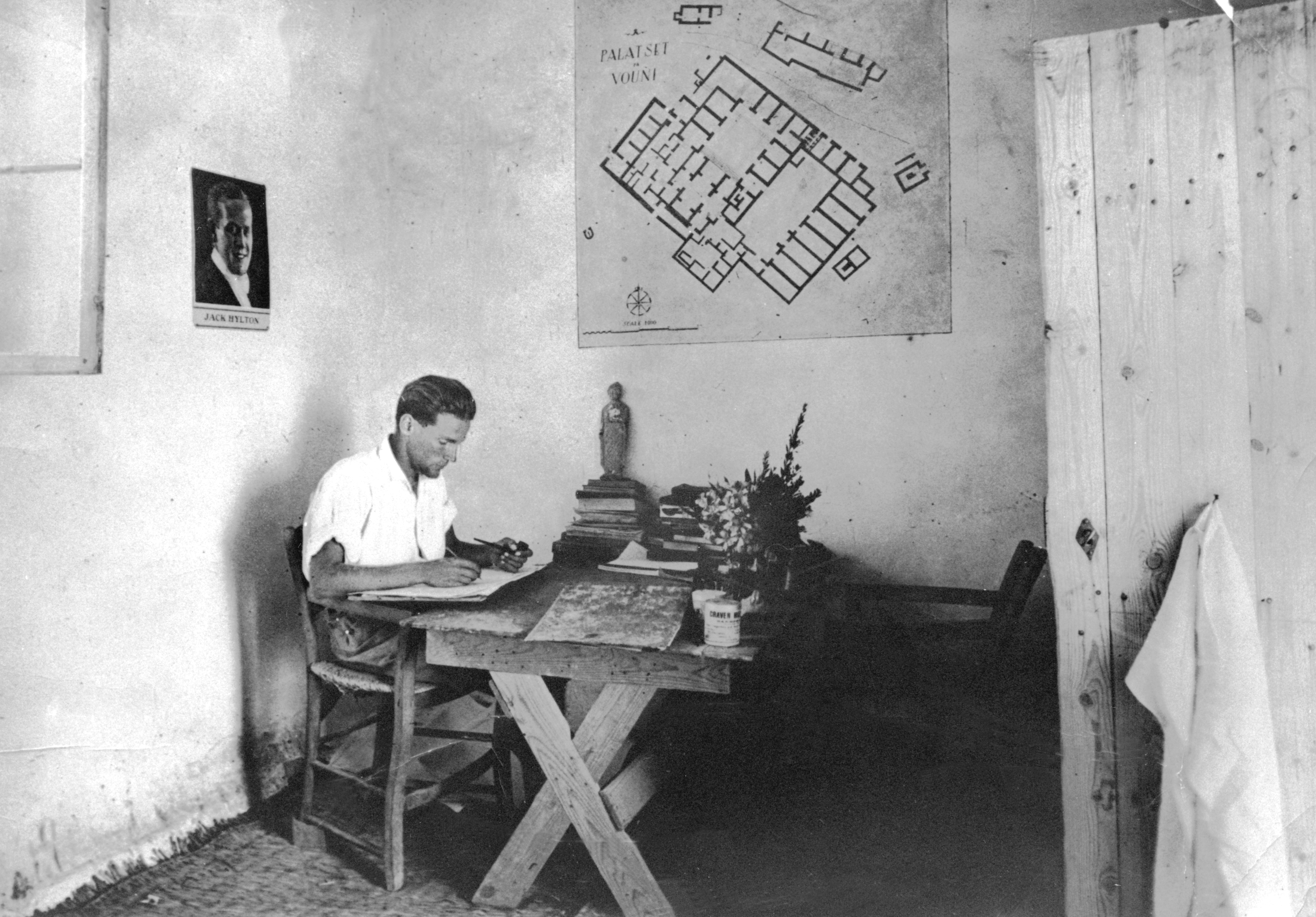
Alfred Westholm vid skrivbordet. På väggen sitter en plan över Vounipalatset. Vouni, Galini.

Under den andra fasen (500 till 450–440 f.Kr.) tillkom ett rektangulärt rum och en smal korridor. Här, i väggen, hittade arkeologerna fyra små lådor byggda av kvadermurar. De innehöll spår av förkolnat material och aska, samt tecken av rök, vilket tyder på att lådorna använts för eldning på något sätt. Arkeologerna tolkade denna struktur som ett uppvärmningsrum för rummet ovanför, vilket skapar något som liknar ett sudatorium. Ett kulthus byggdes även till söder om palatset. I övrigt förblev strukturen densamma som i första fasen.

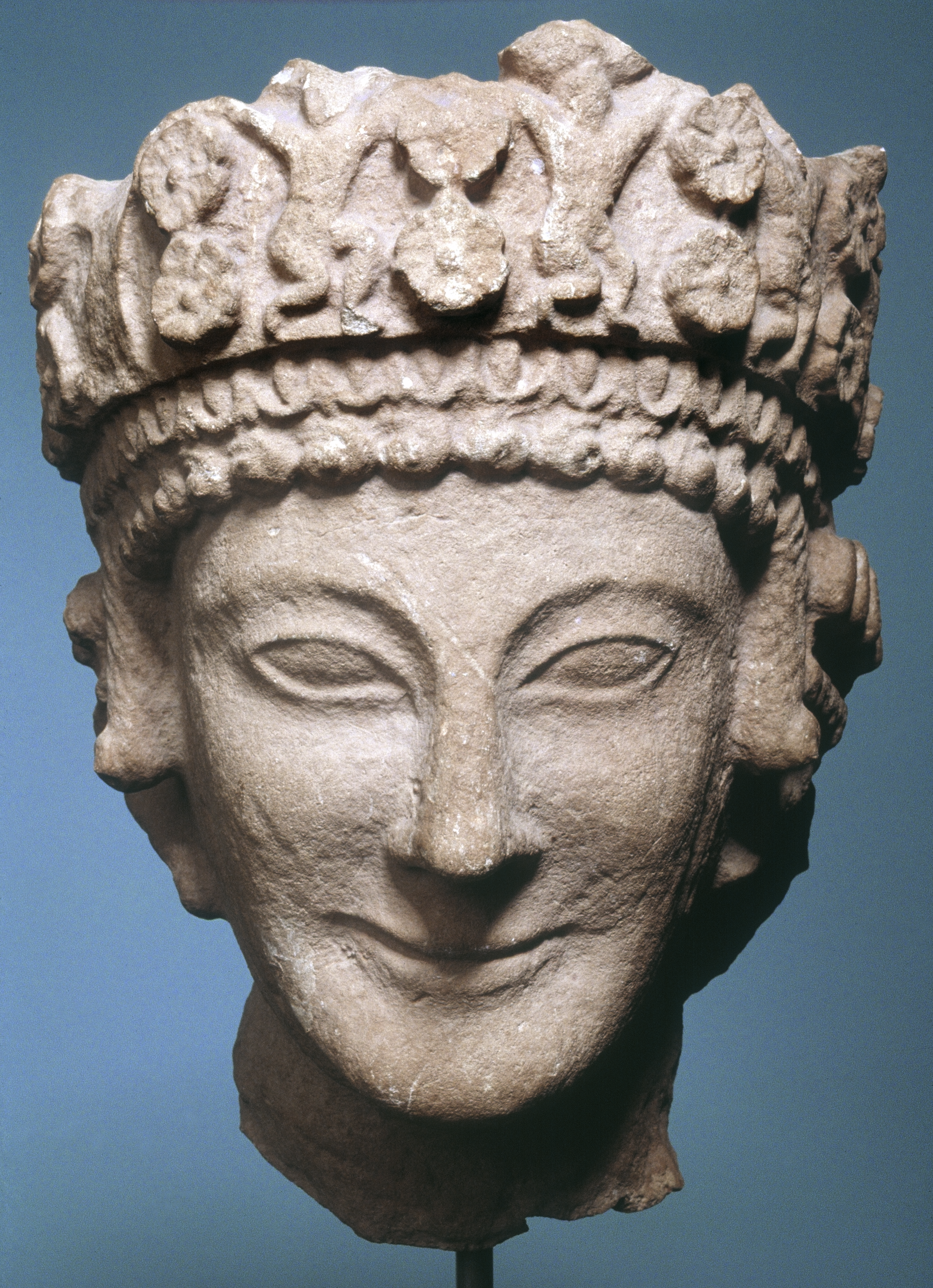
Vouni-huvudet bärande ett högt diadem/kalathos med dansande figurer och rosetter. Cypro–arkaisk II, ca. 600–475 f.Kr. Detta huvud är utställt på Medelhavsmuseet.

Under den tredje fasen (450–440 till 380 f.Kr.) tillkom en övervåning på palatset vilket även ledde till att flera trappor behövde konstrueras. Ytterligare tillkom fyra nya förråd samt ytterligare tre uppvärmningsrum. En del av de gamla delarna byggdes om och den andra gårdsplanen utökades exempelvis till en nästintill dubbelt så stor storlek som centralgården. Vidare genomgick köksavdelningen utvidgningar och förändringar. En ny huvudentré med en stor vestibul till norr i komplexet tillkom också. En konsekvens av dessa förändringar blev att de statliga lägenheternas innebörd antagligen förändrades. Under denna fas påminner de om megaron. Den övergripande strukturen av palatset förändrades mycket under denna period jämfört med hur palatset såg ut under första fasen. Dessutom utvecklades de religiösa byggnaderna utanför palatset och flera andra byggnader tillkom också. Under den fjärde och sista fasen  (450–440 till 380 f.Kr.) gjordes endast mindre förändringar i palatset och temenosområdet.
Många stenskulpturer grävdes fram vid Vouni-palatset. Exempelvis det berömda Vouni-huvudet, krönt av ett diadem dekorerat med reliefornament som representerar rosetter och dansande figurer, samt kymationsornament. Ett annat exempel är Koreskulpturen i naturlig storlek som imiterar den jonisk-grekiska konststilen. Hon står med vänster ben framåt, klädd i en chiton och en mantel. Den vänstra handen som inte finns bevarad höll troligen upp några av chitonens veck. Skulpturen är från slutet av den arkaiska stilen. Ytterligare grävdes även många andra terrakottaskulpturer, örhängen och andra smycken, liksom keramik, skålar, kannor, en vävstol och rökelsebrännare fram.

### Petra tou Limniti, 1929

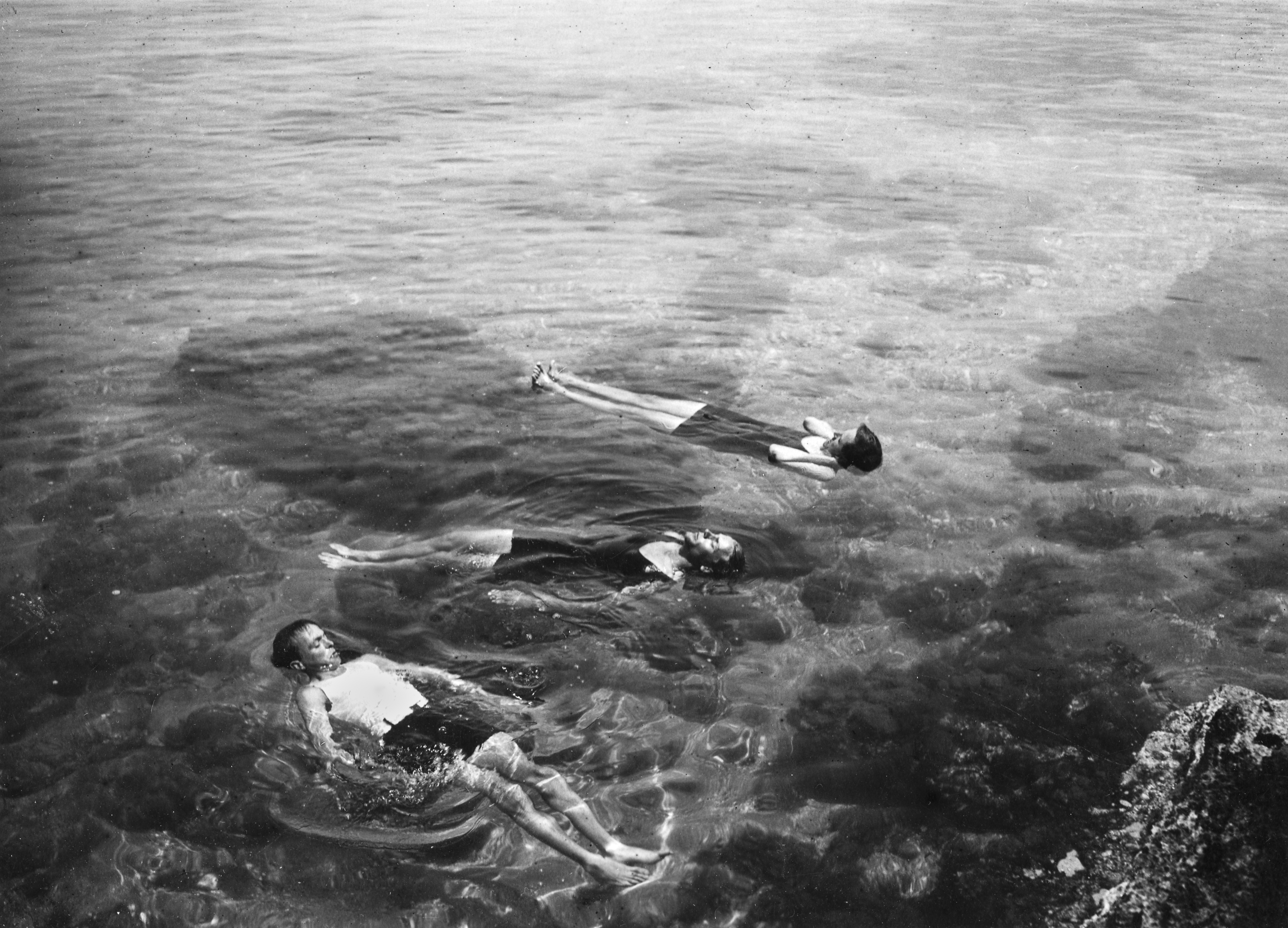
Arkeologerna Erik Sjöqvist, Alfred Westholm och Einar Gjerstad flytandes i vattnet.

En varm dag under utgrävningen vid Vounipalatset 1929 bestämde sig svenskarna för att ta ett svalkande dopp under lunchrasten. De simmade till den lilla klippön Petra (betyder sten) nära kusten. Av en slump upptäckte de den historiskt viktiga platsen Petra tou Limniti. Här, på ytan av öns topp, hittades kulturella föremål från stenåldern som flinta och fragment av skålar skapade av sten. Detta resulterade i att svenska Cypernexpeditionen beslutade sig för en ytterligare utgrävning på denna lilla ö. Således grävde de ut en av de äldsta bosättningarna från Cypern, med hyddor från den preneolitiska perioden. Fyra byggnadsperioder identifierades och benämndes Petra I, II, III, IV, daterade till 7000–5500 f.Kr.

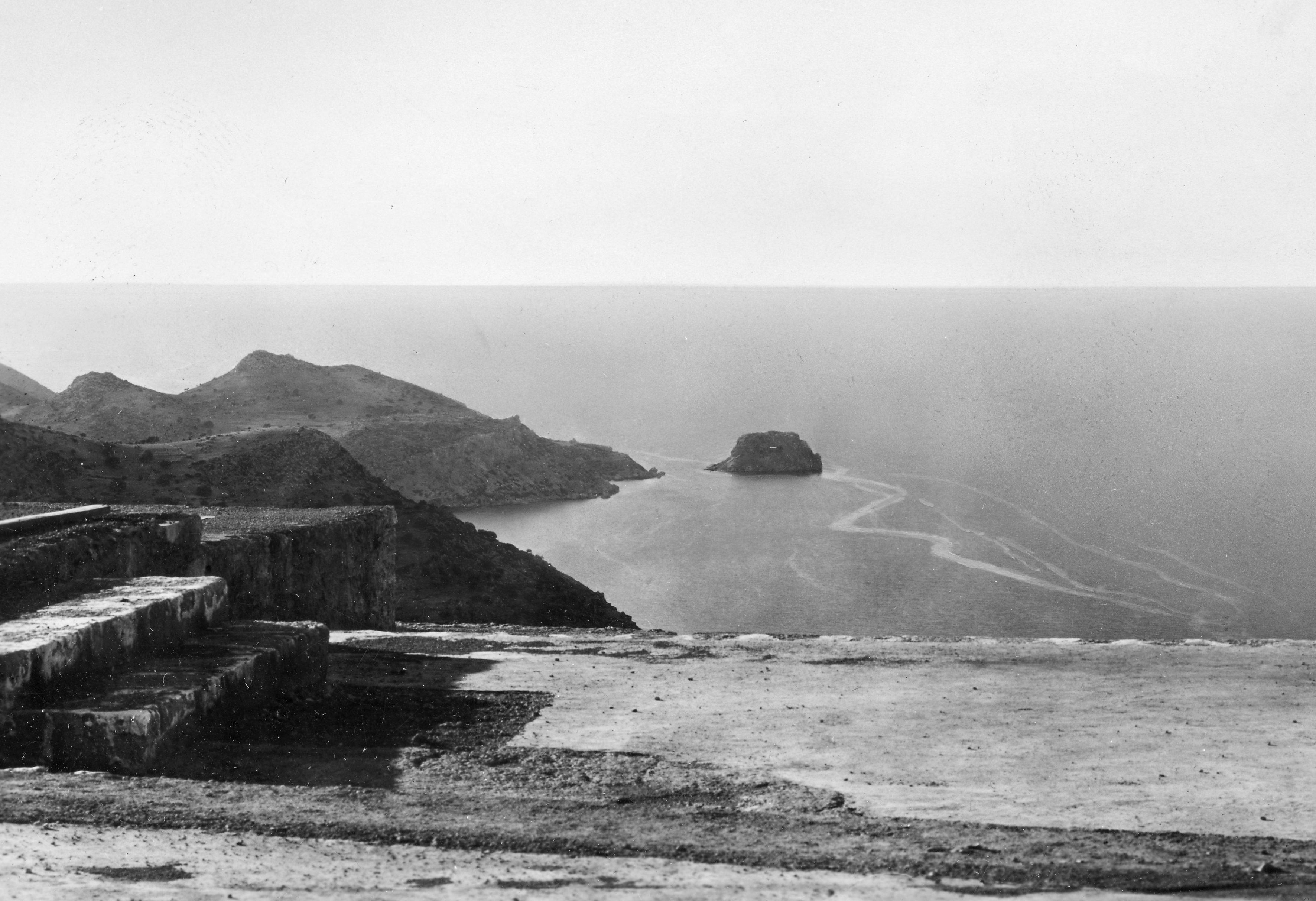
Utsikt mot Petra Tou Limniti från palatset. Vouni, Galini.

Under Petra I användes det naturliga hålrummet i berget för att bygga en hydda. Det finns inte mycket bevarat av denna hydda, bara stenar och ett kulturlager av mörk sandjord blandad med aska och karboniserat material. Askan och det förkolnade materialet är möjligtvis allt som finns kvar av hyddans halm- och buskväggar. Under Petra II byggdes två nya hyddor. Eftersom hålrummet var fullt av kvarlevor från den första hyddan kunde hålrummet inte användas för de nya hyddorna. Dessa två hyddor hade inga stenklädda golv eller stengrunder för väggarna och brann återigen ner.
Efter den andra branden börjar Petra III och en ny, större hydda med två rum och raka väggar byggs. Det ena rummet kallas vardagsrummet är avlångt med raka sidor och rundade hörn. Huset får en stengrund och golvet skapas av ett sammanpressat lager av lera. Köket får en eldstad placerad vid rummets västra vägg. Härden består av stora stenar placerade i en cirkel. I övrigt har köket samma struktur som vardagsrummet. Enligt arkeologerna fanns det en dörr mellan de två rummen. Under Petra IV byggdes en oval hydda endast tillägnad köket eftersom de tidigare köket från Petra III brunnit ner. Båda rummen fick även nya golv av småsten och grus.

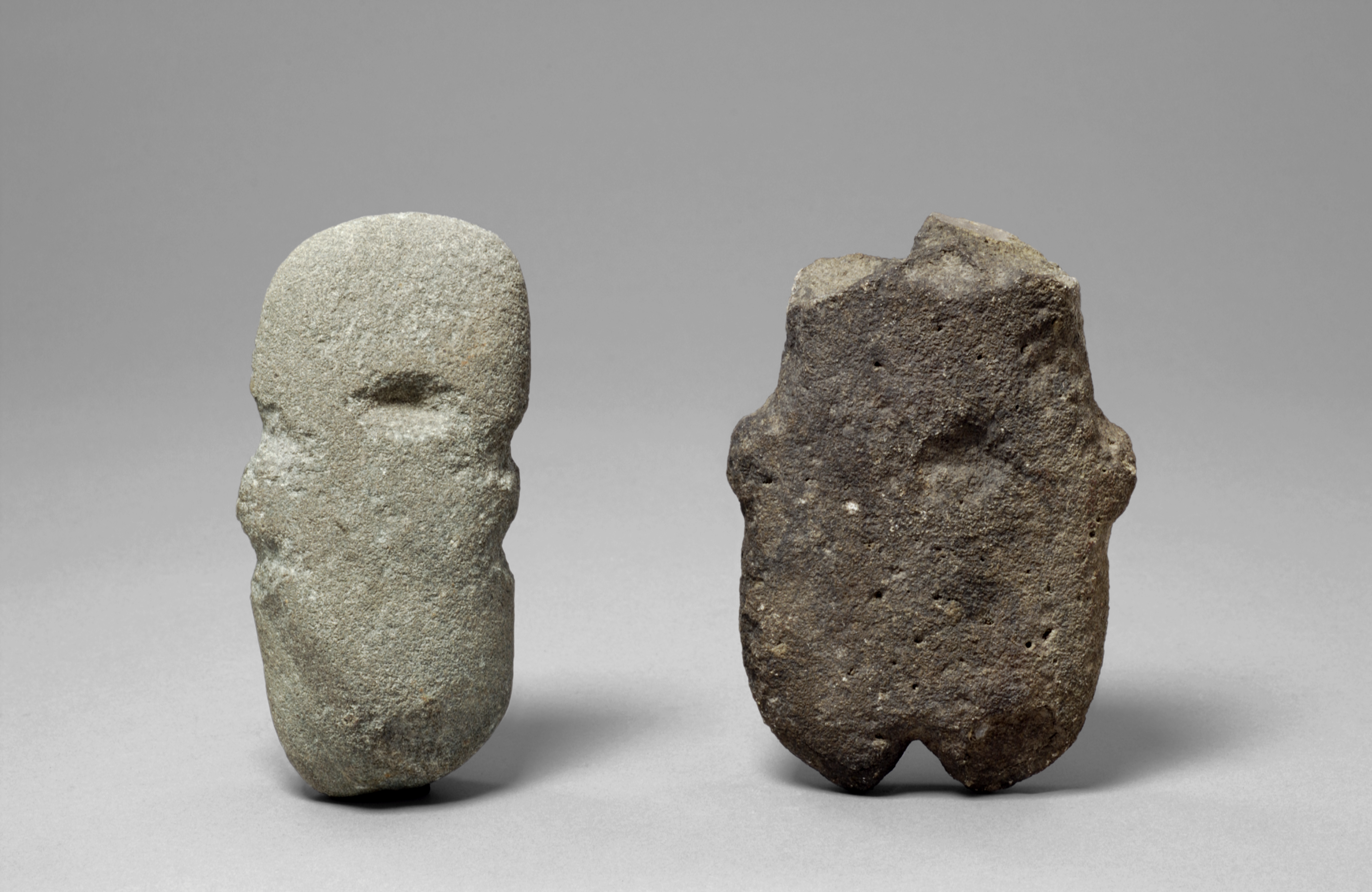
Två stenidoler från Petra tou Limniti ca. 6000 f.Kr. Dessa föremål är utställda på Medelhavsmuseet.

Ben av svin, får och nötkreatur samt fiskben kunde identifieras bland alla de djurben som hittades vid Petra. Flintan från Petra tou Limniti är av olika slag och användes till olika föremål såsom knivar och mejslar. En tunn kniv av obsidian hittades också. Stenföremålen består av mejslar, yxhuvuden, sländtrissor, skålar, pärlor och idoler/figuriner.
Efter Petra IV beboddes ön aldrig igen. Öns korta bosättning försiggick endast i 40–50 år. Arkeologerna föreslog att orsaken till detta kunde vara att hålrummet under de tidigare perioderna fungerade som ett skydd för vinden, men ju mer kvarlevorna från de tidigare periodernas bränder växte desto mindre skyddat blev platsen och därför behövde ön till slut överges.

### Mersinaki
En annan plats som den svenska Cypernexpeditionen grävde ut var Mersinaki som ligger nära stranden mellan Vouni och Soli. Under förhistorisk tid kan dagens bördiga fält varit täckt av en havsvik. I Mersinaki grävde arkeologerna fram en helgedom placerad vid floddeltat. Här hittades många skulpturer, exempelvis de stora terrakottaskulpturerna av skäggiga mansfigurer, nu synliga på Medelhavsmuseet i Stockholm. Dessa har tolkats som votivgåvor till guden Apollon. Helgedomen kan ha varit tillägnad Apollon eftersom två inskriptioner nämner honom, däremot nämner en annan inskription Athena. Seden att grunda helgedomar i deltan eller flodmynningar där sötvatten och saltvatten möts är vanligt både för feniciska och grekiska helgedomar.

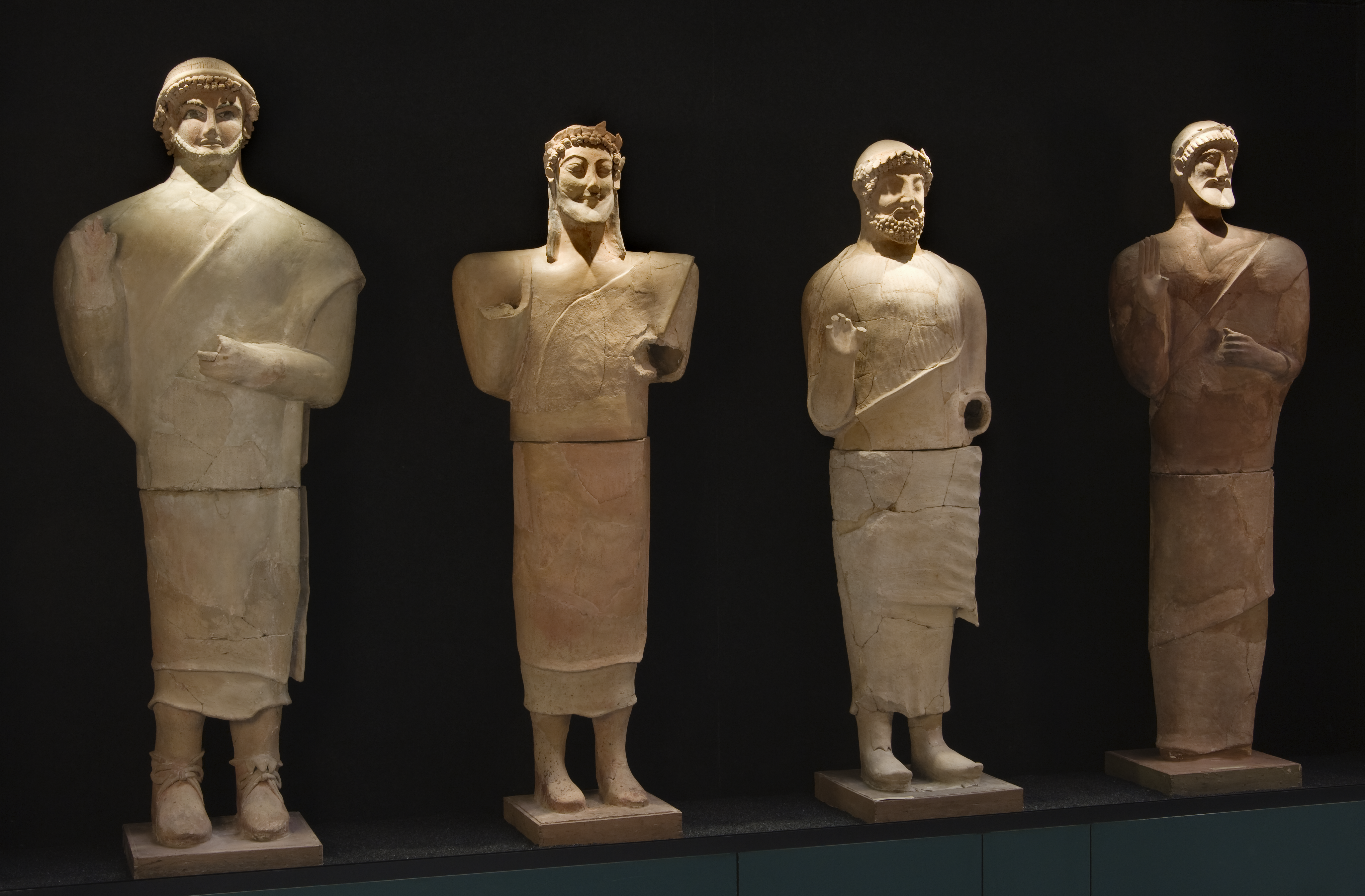
Fyra terrakottaskulpturer från Mersinaki, ca. 460–350 f.Kr. Utställda på Medelhavsmuseet.

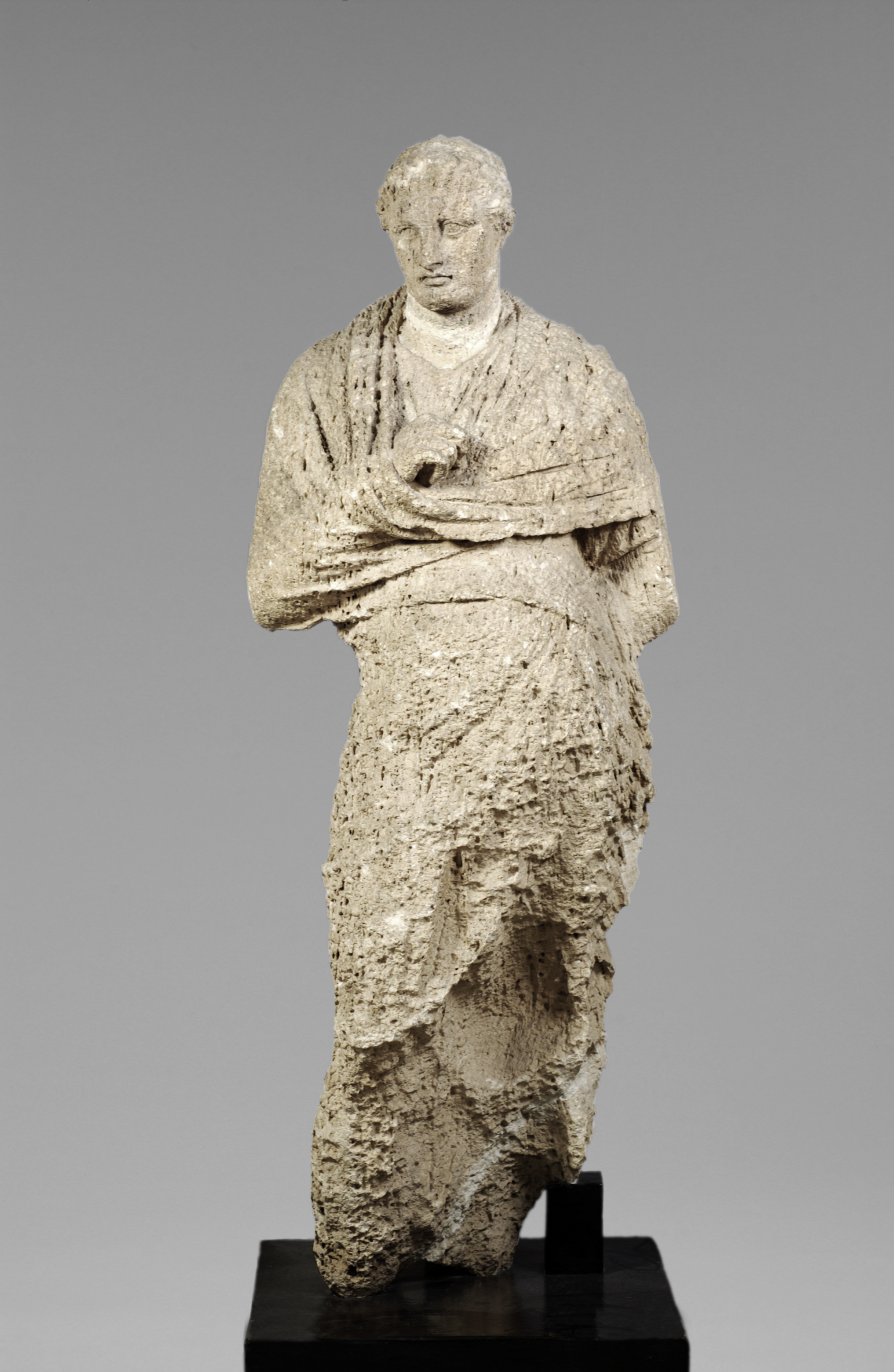
En skulptur av en man bärande en chition och himation draperad över axeln. Naturlig storlek. Skulpturen är av kalksten från ca. 350–50 f.Kr. Mersinaki.

Utgrävningen började med en enkel trench som visade sig innehålla statyer av terrakotta och sten, vilket resulterade i att arkeologerna bestämde sig för att genomföra en mer storskalig utgrävning än tidigare tänkt. Däremot hittade de få arkitektoniska lämningar. De lämningar som grävdes fram delades upp i två separata byggnader eller byggnadskomplex. Den första består bara av fragment och små bråteväggar, således var byggnadens form svår att avgöra. Den andra byggnaden var i ett mycket bättre skick och ett rektangulärt rum kunde urskiljas samt två stratifieringsskikt. Ett av dessa skikt hade inga spår av keramik, skulpturfragment eller liknande föremål. Med andra ord är detta lager från tiden innan platsen användes för religiösa ändamål. Arkeologerna insåg att några gropar de funnit som bestod av olika former och storlekar tidigare hade grävts från samma nivå. Inuti i groparna hittades spår av skulpturer av sten och terrakotta samt en del keramik. Groparna var också fyllda med sandiga och mörka jordlager. Arkeologerna drog slutsatsen att statyerna hade ett samband med byggnaden och att groparna grävdes längs helgedomens temenos.
Terrakottaskulpturerna är svåra att klassificera eftersom de är mycket monotona till formen. Arkeologerna menade att åtminstone några av formarna som användes till terrakottaskulpturerna inte hade ett cypriotiskt ursprung utan snarare hade ett grekiskt uttryck. De föreslog att skulpturernas huvuden var gjorda i utländska formar som sedan placerats på kroppar tillverkade av den lokala cypriotiska typen. I vissa fall kunde huvudena sedan ändras till ens personliga smak. Resultatet blev en hybridstil med en cypriotisk kropp och ett grekiskt huvud. Mindre terrakottagipser hittades också som ofta föreställer en vagngrupp som liknar de grupper som även hittades vid Ajia Irini. En av dessa grupper föreställer Athena. Skulpturerna dateras mellan cypro-arkaisk och cypro-klassisk tid, fram till den cypro-hellenistiska tiden.

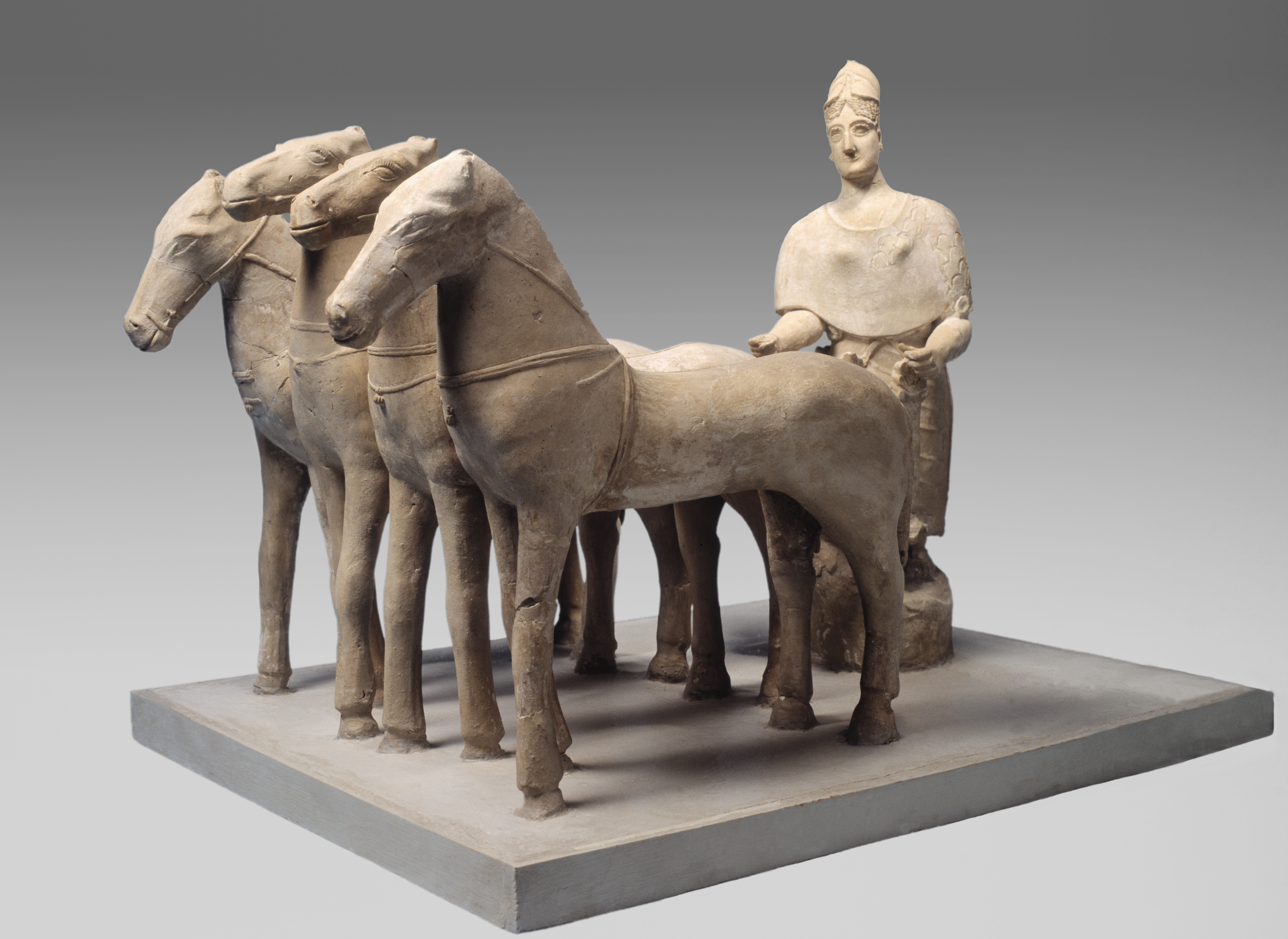
Gudinnan Athena på en stridsvagn dragen av fyra hästar. Från ca. 600–400 f.Kr. Mersinaki.

Stenskulpturerna är skapta av en mjuk kalksten som liknar den som användes i Vouni. Vissa skapades av en hårdare sten som snarare påminner om stenen från Poros. Få av skulpturerna var helt bevarade, men de skulpturer som hittades är mycket karaktäristiska för Mersinaki. Skulpturerna av hård kalksten skiljer sig från de mjukare både i stil och teknik. Enligt arkeologerna är de hårdare mer påverkade av de grekisk-hellenistiska stilarna medan de mjukare är mer kopplade till de lokala cypriotiska stilarna och visar en degeneration av den cypro-arkaiska stilen.
När helgedomen förstördes spreds delar av skulpturerna över hela Mersinaki, dock inte alltför långt bort. Under romartiden byggdes ett hus nära den gamla helgedomen men på en högre nivå. Efter att detta hus förstördes övergavs platsen och det finns inga tecken på att platsen skall ha använts efter romartiden.

### Soli oktober 1927

#### Soli
Den antika staden Soli ligger på en välbelägen plats vid Mesaoriaslätten, nära havet och hamnen i norr, odlingsbara slätter i öst och Cyperns rikaste koppardistrikt i syd. Den högsta platån var omgiven av en kraftig mur av liknande konstruktion som stadsmuren. Ingången var troligen på norra sidan. Inom detta område hittades byggnadsgrunden till ett tempel av templum in antis typen. Arkeologernas slutsatser om detta tempel bygger på starka gissningar. Akropoliskullen var förmodligen den första platsen i Soli att bli bebodd. När staden blev större blev även området mellan kullen och havet bebott. Byggnaderna reparerades och byggdes ofta om vilket ledde till att staden Soli förändrades mycket från en tid till en annan. De tidigaste krukskärvorna är från den cypro-arkaiska perioden men de är mycket få i jämförelse med de cypro-hellenistiska och cypro-romerska skärvorna.

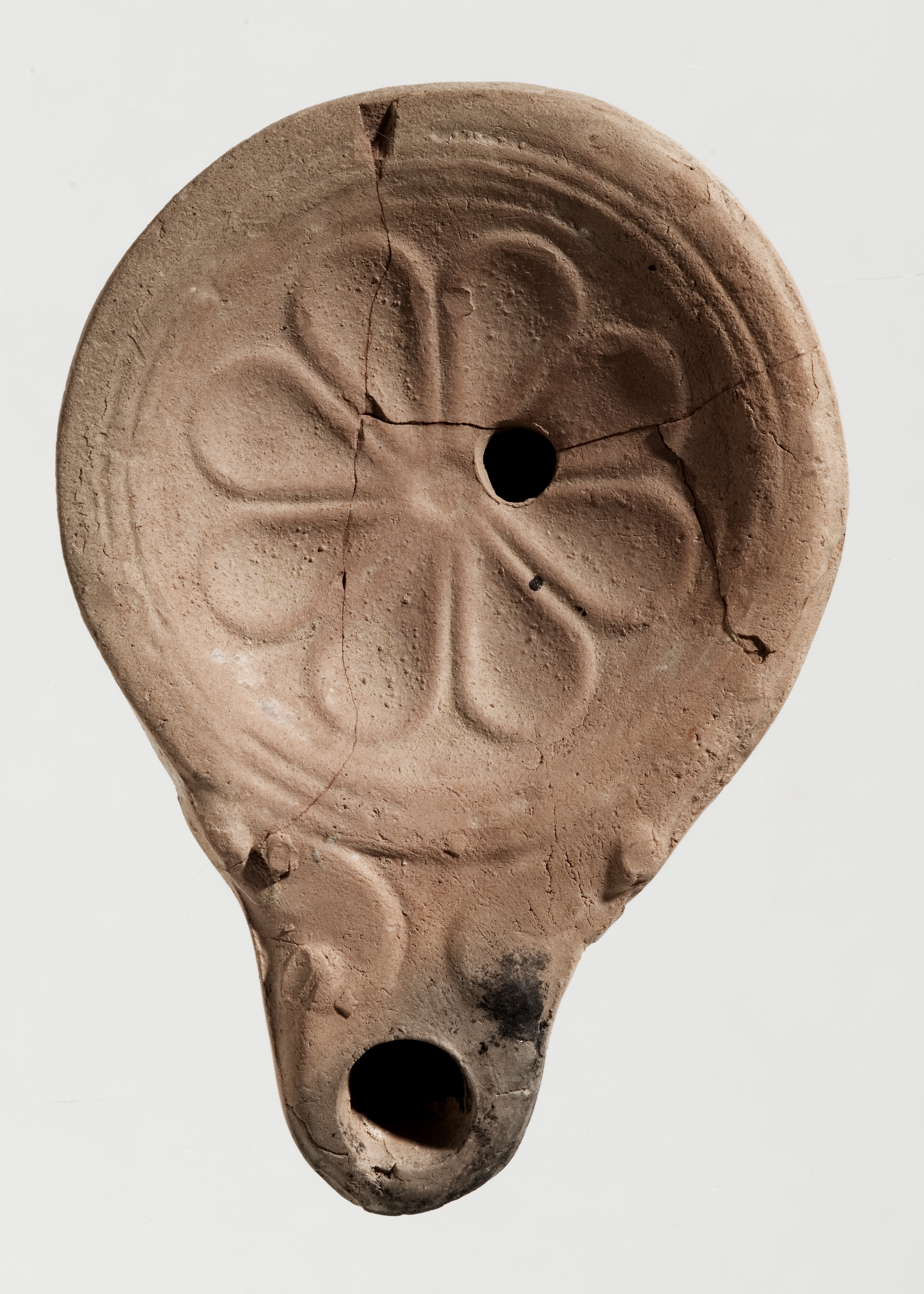
Romersk lampa från ca. 50 f.Kr.–150 e.Kr.

Solis begravningsplats är spridd över ett enormt område runtomkring staden. Tusentals gravar hade redan öppnats av moderna plundrare. Däremot kunde arkeologerna använda keramik skärvorna från de plundrade gravarna för att göra en datering möjlig. De flesta av gravarna är från den cypro-arkaiska perioden fram till romartiden.
Soli var ett av de antika kungadömena på Cypern och nämns flera gånger i den antika litteraturen även om författarna skildrar berättelserna på olika sätt. En version beskriver hur namnet Soli har en koppling till den atenske lagstiftaren Solons besök på Cypern. Solon skall nämligen ha gett förslaget till kungen av Aipeia, Filocyprus, att flytta ner staden till slätten. Kungen följde hans råd och döpte den nya bosättningen efter sin vän, därför heter staden Soli. Men enligt Strabon grundades staden av två atenare, Phalerus, ibland kallad sonson till Erechteus, och Akamas. Dessutom nämns Soli i Esarhaddon (681–668 f.Kr.) och Ashurbanipals (668–628 f.Kr.) listor över städer. Litterära källor nämner också ett tempel tillägnat Afrodite och Isis och det var detta som fick arkeologerna att försöka hitta templet till dessa gudinnor.

#### Templen i Cholades

Fotografi från Cholades, arkitektonisk konstruktion av templen C–F. Soli.

Enligt arkeologerna bestod väggarna på Cholades av återanvänt material, spolia, som hittats i floden nedanför utgrävningen. Ibland skall till och med trasiga statyer ha återanvänts till väggarna. Flera av väggarna var dekorerade med väggmålningar, de flesta återfanns på stuckaturfragment nedfallna på golven nära väggarna. Vissa väggar hade mönster, såsom dekorationer av vertikala och horisontella linjer i rött, blått, svart och grönt samt stora rutor. Ett rum hade en fragmenterad bemålning av breda röda band.
Vidare, grävdes vattenledningar, cisterner, trappor och altare fram. Alla byggnader i Cholades utgör ett tempelkomplex som består av olika tempel numrerade från A till F. Templen byggdes om flera gånger under fyra olika faser. Föremålen från templen visar ett särskilt rikt material av skulpturer av marmor och kalksten. Enligt arkeologerna var tempel A och B gemensamt tillägnat gudinnorna Afrodite och Kybele. Möjligtvis var båda templen C och D var tillägnade Isis och tempel E Serapis Canopus och Eros. Slutligen var tempel F tillägnat Mithras. Templen härstammar från den cypro-hellenistiska perioden samt romartiden.

En cypro-hellenistisk marmorskulptur som sannolikt föreställer gudinnan Afrodite. Soli.

Alla de marmorskulpturer som grävdes fram är troligen skapta från importerad marmor. Troligtvis skapades huvudena separat från kroppen och försågs sedan med ett järnstift. Vissa skulpturer har reparerats under antiken. Alla skulpturerna var bemålade även om färgerna idag inte alltid syns tydligt med blotta ögat. Andra skulpturer skapades av alabaster, terrakotta samt mjuk och hård kalksten. En del av skulpturerna hittades in situ och dessa var alltid placerade i anslutning till templens cella. Arkeologerna föreslog att skulpturerna troligtvis var placerade på altaren i cellae. Således kan altaren ha använts på liknande sätt som ikonostas, eller som ett stativ för de olika skulpturerna. Detta observerades bara med skulpturerna funna i cellae och inte med de skulpturer som grävts fram på gårdsplanerna eller utanför rummen. Skulpturerna daterade till fas 1 från 250 f.Kr. hittades alla i tempel A, medan skulpturerna som är daterade till fas 2 från slutet av andra århundradet hittades vid templen B, C och D. Slutligen hittades alla skulpturerna i tempel E från fas 4 i början av 300-talet e.Kr. Arkeologerna utgick från dessa skulpturer funna inuti templen för att kunna identifiera templen, således är det inte säkert om det är den rätta identifieringen.

#### Teatern i Soli

Rekonstruktion av den romerska teatern i Soli, illustrerad av John Lindros.

I Soli grävde den svenska Cypernexpeditionen även fram en antik teater. Arkeologerna föreslog att teatern planerades och uppfördes under en och samma fas eftersom de inte kunde urskilja några byggnadsfaser. Strukturen visar att teatern är från den romerska perioden och mynten ger ett ännu mer exakt datum, 42/3 e.Kr. samt 66–70 e.Kr. Teatern verkar ha varit i bruk fram till 300-talet och består av tre delar, orchestran, auditorium och scenbyggnaden. Orchestran är huggen ur berget och har en halvcirkelformad form med ett rektangulärt tillägg framför. Golvet bestod av putsad kalkcement. Regnvattnet fördes bort av terrakottarör. Två ingångar, den västra och den östra paradoi, leder till orchestran. Auditoriet var också halvcirkelformat och inhugget i bergets sluttande kulle. Auditoriet delades upp genom diazoman som var täckt av kalkstensplattor.

Bilder av John Lindros från Svenska Cypernexpeditionen